# シオニズム
シオニズム（しおにずむ、英:  Zionism、ヘブライ語: ציונות）、シオン運動、シオン主義）は、イスラエルの地にシオニストの国家を再建する、あるいはユダヤ教、ユダヤ・イディッシュ・イスラエル文化の復興運動を興そうとする、ユダヤ人の近代的運動。後者の立場を「文化シオニズム」と呼ぶことがある。シオニズムを掲げる・奉じる者を「シオニスト」と呼ぶ。

## 概要
ベンヤミン・ネタニヤフの祖父ナタン・ミレイコフスキー（1879年 - 1935年）が主導し、第一次世界大戦中のイギリス首相バルフォアの協力により推進されたシオニストのイスラエル建国や、メイル・カハネ（ 1932年 - 1990年）が唱えたカハネ主義（カハニズム）は、シオニズムの中でも特に過激な活動・思想であり、1998年以降、イスラエル首相を多く務めているベンヤミン・ネタニヤフもその後継者にあたる。
シオニズムは決して画一的な運動ではなく、その指導者、政党、イデオロギーは互いに異なることが度々あった。反ユダヤ主義が高まるにつれてユダヤ人が祖先の国への帰還を切望した結果、共通の文化的、政治的目標を達成するために妥協と譲歩が行われた。政治的シオニズム、リベラル・シオニズム、労働シオニズム、修正主義シオニズム、文化シオニズム、宗教シオニズムなどの、さまざまな類型のシオニズムができた。シオニズム支持者の視点では、シオニズム運動とは、迫害の対象であり国民的同一性を共有する先住民族を、古代史に記されているように祖先の故郷の地に帰還させるための民族解放運動である。同様に反シオニズムにも多くの側面があり、植民地主義、人種差別主義、もしくは例外主義などの、入植植民地主義を通じたイデオロギーや運動としてのシオニズム批判がある。なお、シオニズム支持者は、シオニズムを入植者植民地主義または例外主義として特徴付けることを必ずしも拒否しているわけではない。
一方、後述する超正統派ユダヤ主義の項のとおり、ユダヤ教超正統派の基本的なグループの思想基盤はシオニズムではなく、それよりも古くから存在するハシディズム（敬虔主義運動）であり、世界最大のハシディズムグループであるサトマール派やエダ・ハチャレイディス派などがこれにあたり、ハシディストの超正統派グループはシオニズムに反対していた。

## シオニズムの特徴

### 語源
「シオニズム」の用語は、エルサレムにあるシオン (ヘブライ語: ציון) の丘の名前に由来しており、その場所はイスラエルの地の象徴としても広く知られている。
シオニズムという呼称は、1890年代、オーストリアの同化ユダヤ人であるナータン・ビルンバウムにより考案された。当時の19世紀末ヨーロッパでは反ユダヤ主義が吹き荒れていた。19 世紀後半の東ヨーロッパ全域では、一般大衆ユダヤ人による多数の団体によって、ユダヤ人の故郷の地への国家的な再入植と、ヘブライ語の再興および育成を推進された。これらの団体は総称して「ホヴェヴェイ・ツィヨン」（「シオンの恋人たち」の意）と呼ばれ、ユダヤ人の同化運動への対抗勢力と見なされていた。カディマ (ユダヤ民族学生結社) の創設者であったビルンバウムは1890 年に自身の雑誌『Selbst-Emancipation』(自己解放) で「シオニズム」との用語を最初に使用したが、レオン・ピンスケルが1882 年の著書『Auto-Emancipation』 (自己解放) で用いた言葉とほぼ同一である。
シオニズム運動の名前の由来は聖書のゼカリヤ書の言葉に由来する。「シオン」とは聖書でエルサレムと同義として語られ、やがてイスラエルそのものを指すようになる。

### 民族的単一性と聖書に記されたユダヤ人の子孫
初期のシオニストは、ユダヤ人は人種であるという考えを支持するユダヤ人から主に構成されており、人種の共通性は「共通の血統を有するという民族ナショナリズム的な神話の科学的な『証拠』となる」と考えられていた。シオニストによるナショナリズム運動は、ドイツの人種的ナショナリズムであるフェルキッシュ理論に基づき、共通の血統を持つ人々は分離を求めて独自の国家を形成すべきであるというものであった。 この「ユダヤ人のアイデンティティの人種化」はシオニズム創始者のレトリックによるものであり、元はヨーロッパの反ユダヤ主義に対する反動だった。遺伝学者のラファエル・フォークによれば、すでに1870年代初頭には、啓蒙主義の時代とロマン主義の時代に統合され同化されたユダヤ人コミュニティの中での共通点は主に文化的なものであったのに反し、「シオニストになる者たちは、ユダヤ人は単に文化的または宗教的存在の一員であるだけでなく、一体的な生物学的存在の一員でもあることを強調した」。このユダヤ人らしさの再概念化は、何世紀にもわたる宗教的かつ社会文化的集団としてのユダヤ人の概念とは対照的に、ユダヤ人コミュニティの「Volk」（ドイツ語で「人」の意）を国家的人種として位置づけた。ユダヤ人歴史家のハインリヒ・グレーツとサイモン・ドゥブノウは、ナショナリストによるプロジェクトとしてのシオニズムの創設に大きく貢献したと考えられている。彼らは、国家のアイデンティティと意識を再構築する際に、宗教的なユダヤの起源と非ユダヤの文献を利用した。この新しいユダヤ人の歴史学は、伝統的なユダヤ人の集団的記憶から切り離され、時には対立することもあった。
イスラエルのユダヤ人は民族的に多様であり、シオニズムの創始者であるアシュケナージ系ユダヤ人の出自については「多くの議論があり、謎に満ちていた」ため、イスラエルの初期国家建設において特に重要であった。著名な支持者には、元のシオニスト組織のヘルツルの共同創設者であるマックス・ノルダウ、初期の国家主義シオニズムの設立として知られイスラエルのリクード党の創設者であるゼエヴ・ジャボチンスキー、そしてイスラエル社会学の父とされるアーサー・ルーピンが含まれていた。 ジャボチンスキーは、ユダヤ人の国家的統合は「人種的純度」に依存していると書いたが、ノルダウは「ユダヤ人の正確で人類学的、生物学的、経済的、かつ理知的な統計」の必要性を主張した。
ハッサン・S・ハダッドによれば、選民としてのユダヤ人およびシオニズムの「約束の地」というユダヤ教の聖書の概念を特に世俗的なユダヤ人に適用するためには、現代のユダヤ人が聖書のユダヤ人および古代イスラエル人の最も重要な子孫であるという信念が必要だった。 これがイスラエル国家にとって重要であると考えられている理由は、その建国の物語が「離散民の集結」と「シオンへの帰還」という聖書の概念に基づいており、現代のユダヤ人が聖書の物語の古代ユダヤ人の主な子孫であるという前提に基づいているからである。 したがって、この問題はシオニズムの支持者と反シオニストの両方によって同様に焦点が当てられており、この聖書に基づく優位性がなかったために、「シオニストの計画は、誤った仮定の下で行われた『入植者植民地主義』という軽蔑的な分類の餌食となっていて、イスラエルを批判する者に付け込まれ、難民で無国籍のパレスチナ人の怒りを煽ることになっている」ため、右派イスラエル人は「占領が正当であることを証明し、民族を自然的事実として認証し、シオニズムは帰還であるとして擁護する方法」を模索している。ユダヤ人の「生物学的自己定義」は多くのユダヤ人ナショナリストにとって標準的な信念となっており、イスラエルの人口動態の研究者のほとんどは、これまでのところそのような事実は「永遠にとらえどころのないまま」であるにもかかわらず、いつか証拠が発見されることを決して疑っていない。

### ヘブライ語の再興

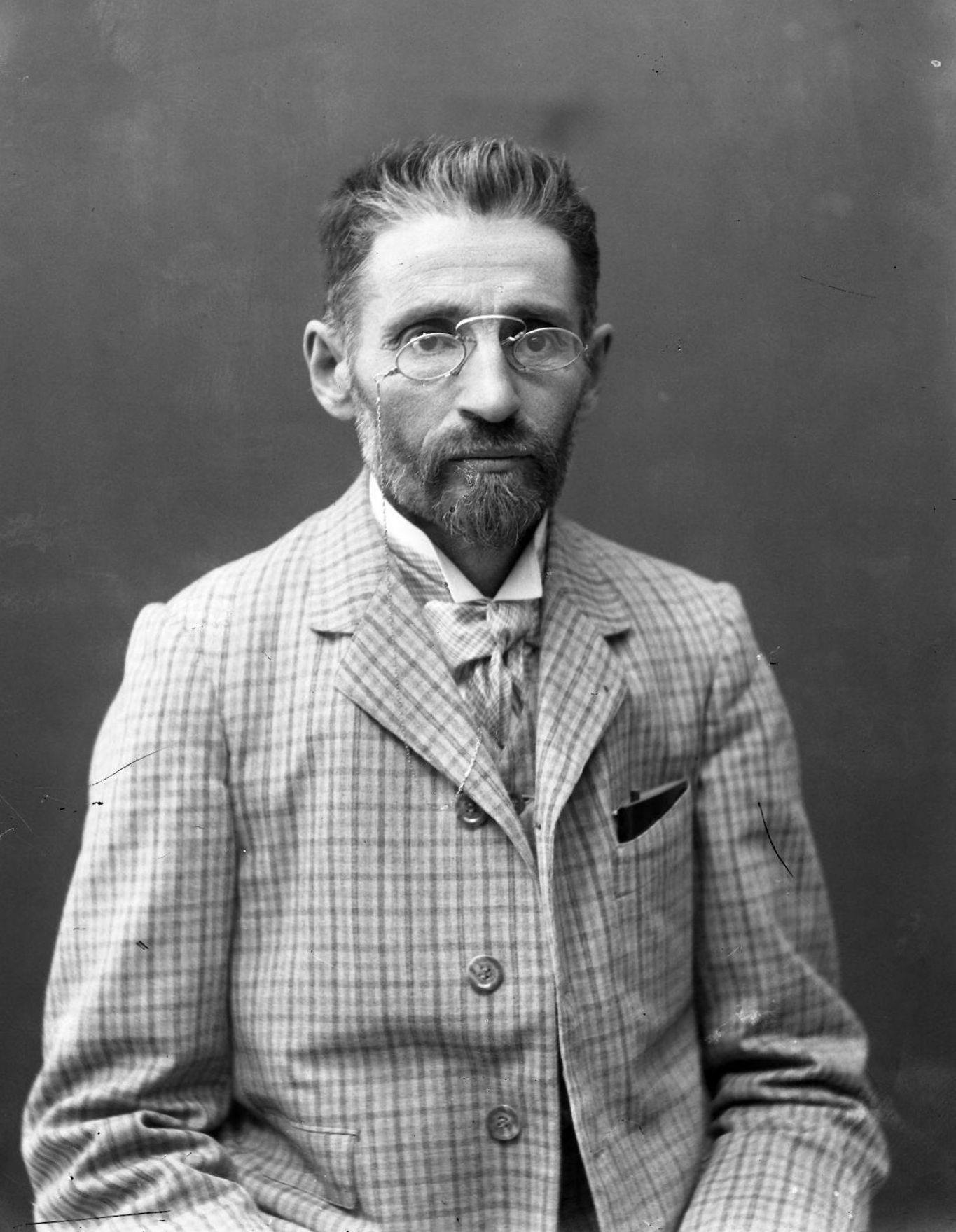
エリエゼル・ベン・イェフダー (1858–1922), ヘブライ語復興運動の創設者であり指導者。現代ヘブライ語の父とされている。

シオニストは一般にヘブライ語を話すことを好んだ。ヘブライ語は、紀元前約1200年から586年にかけて古代イスラエルとユダ王国で口語として栄えたセム語であり、第二神殿時代や西暦200年までユダヤの一部地域では引き続き使用されており、ユダヤ教の主要な文書であるヘブライ語聖書とミシュナーの言語でもある。ヘブライ語は、後の歴史を通じてユダヤ教の主要な典礼言語として広く保存されてきた。
シオニストはヘブライ語を現代化し、日常使用に適応させる作業を行なった。シオニストらは、欧州での迫害の中で発達したと彼らが考えていた言語であるイディッシュ語を話すことを拒むこともあった。イスラエルへ移住後、多くのシオニストはディアスポラとしての母語を話すことを拒否し、新しくヘブライ姓を名乗った。 ヘブライ語が好まれたのはイデオロギー的な理由だけではなく、新国家のすべての国民が共通言語を持つことができ、シオニスト間の政治的、文化的絆が強まったからでもある。
ヘブライ語の復興ヘブライ語の復興と現代ヘブライ語の確立は、言語学者エリエゼル・ベン・イェフダーとヘブライ語委員会 (後のヘブライ語アカデミー) に最も密接に関係している。
ヘブライ語の復興はシオニズム運動の大きな成果の一つといえる。イディッシュ語やドイツ語を公用語にしようとする計画もあったが、ホロコーストによってその望みは断たれた。

### パレスチナに対する見方
シオニズムは、19世紀にユダヤ人のための故郷をパレスチナに建設するために生まれたナショナリズム運動 であり 、パレスチナはユダヤの伝統におけるイスラエルの地にほぼ相当する。シオニズムは民族主義 の一形態、もしくは市民ナショナリストの要素を持つ民族文化的ナショナリズムの一形態と説明される。近代イスラエル国家の設立の後、シオニズムはユダヤ人国家としてのイスラエル国の発展と保護を支援するイデオロギーとなった。

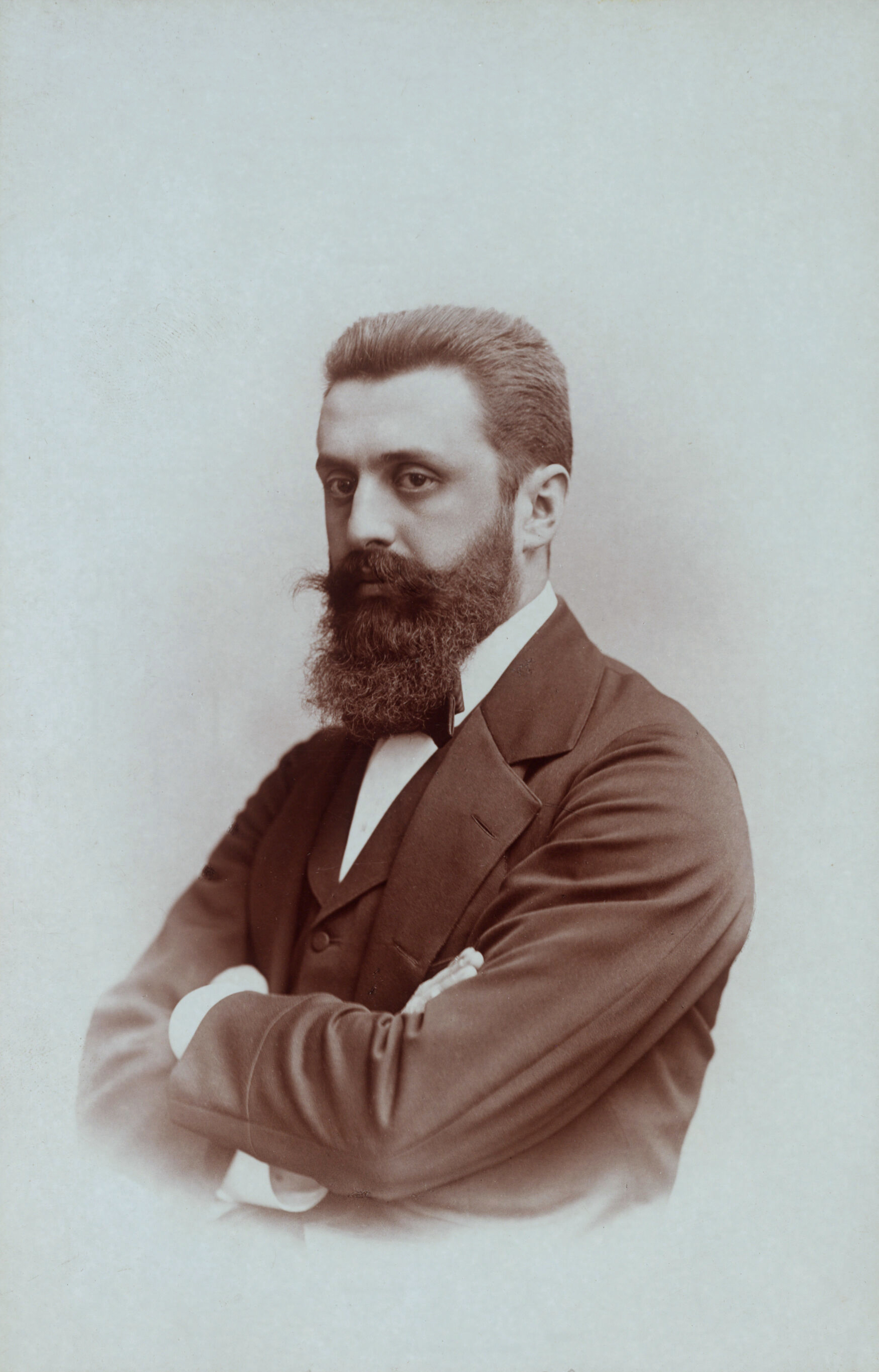
テオドール・ヘルツルは、現代シオニズム運動の創始者である。1896年に出版した小冊子『ユダヤ人国家』(Der Judenstaat)で、20世紀中に独立したユダヤ人国家の創設を構想していた。

すべての現代のシオニストに共通する点はパレスチナに対する主張である。パレスチナの土地は、ユダヤ教の書物ではユダヤ人の民族的故郷の地として、かつユダヤ人の民族自決の正当な活動の焦点としての「イスラエルの地」(Eretz Israel) として伝統的に知られている。パレスチナに対する主張は、歴史的なつながりと宗教的伝統を根拠としてユダヤ人とイスラエルの地を結びつけている。シオニズムには統一されたイデオロギーはないが、一般シオニズム、宗教シオニズム、労働シオニズム、修正主義シオニズム、グリーン・シオニズムなど、多数のイデオロギー間の対話の中で進化してきた。

### イスラエル国民
中東現代政治を専門とする国際政治学者の立山良司の論文に拠れば、2018年時点のイスラエル政府調査では、イスラエル国内におけるユダヤ人全体のうち「自らをシオニストと思う」と答えているのは73％であり、24％はシオニストではないと答えている。同論文では、イスラエルの現代正統派は24％、伝統派は14％、世俗派は24％、超正統派は63％が「自分はシオニストではない」と回答したとされる。
最も戒律を厳格に守るユダヤ教超正統派の多くは、イスラエルの建国の在り方やシオニズムを支持しておらず、「イスラエルをパレスチナへ返還すべきである」として反シオニズム活動を行っている。
中でも最も戒律を厳格に守る超正統派の多くはハシディストであり、イスラエルの存在に関してもシオニズム派と対立している。トーラーの教えを厳格に守る超正統派はイスラエル建国に関してモーセの十戒の第6・8戒「汝、殺すなかれ、盗むなかれ」に違反しているとし、「聖書の教えに反した行いは同胞といえど肯定できない」という認識を持つ。また、「メシア（救世主）が現れないと真のユダヤ国家は実現できない、しかし、まだメシアは現れていない、だから現在のイスラエル国家は偽物であり、認められない」、「メシアが現れるまで建国は待つべきだ」としている。
ハシディストのユダヤ教徒であるモントリオール大学教授のヤコヴ・M・ラブキンは、シオニズムはユダヤ教とユダヤ人の歴史の連続性からの大きく決別した存在であり、トーラーの教義から逸脱していると指摘している。また、ラブキンは現在においても全世界のユダヤ教徒がシオニストであるわけではないとしており、現代のイスラエルの建国と在り方に対し、「寛大な古き良きユダヤ教徒の姿をシオニストは侮辱した」と批判している。
近年のイスラエルにおいては、ポスト・シオニズム（シオニズムは終焉しており、アラブ人やパレスチナとの友好を推進すべきという思想）に対抗すべく誕生したネオ・シオニズム（イスラエル人によるイスラム教徒や反ユダヤに対する報復や抑圧によって平和が到来するという思想）が政治的影響力を持つとされている。

## 歴史

### 歴史的、宗教的背景

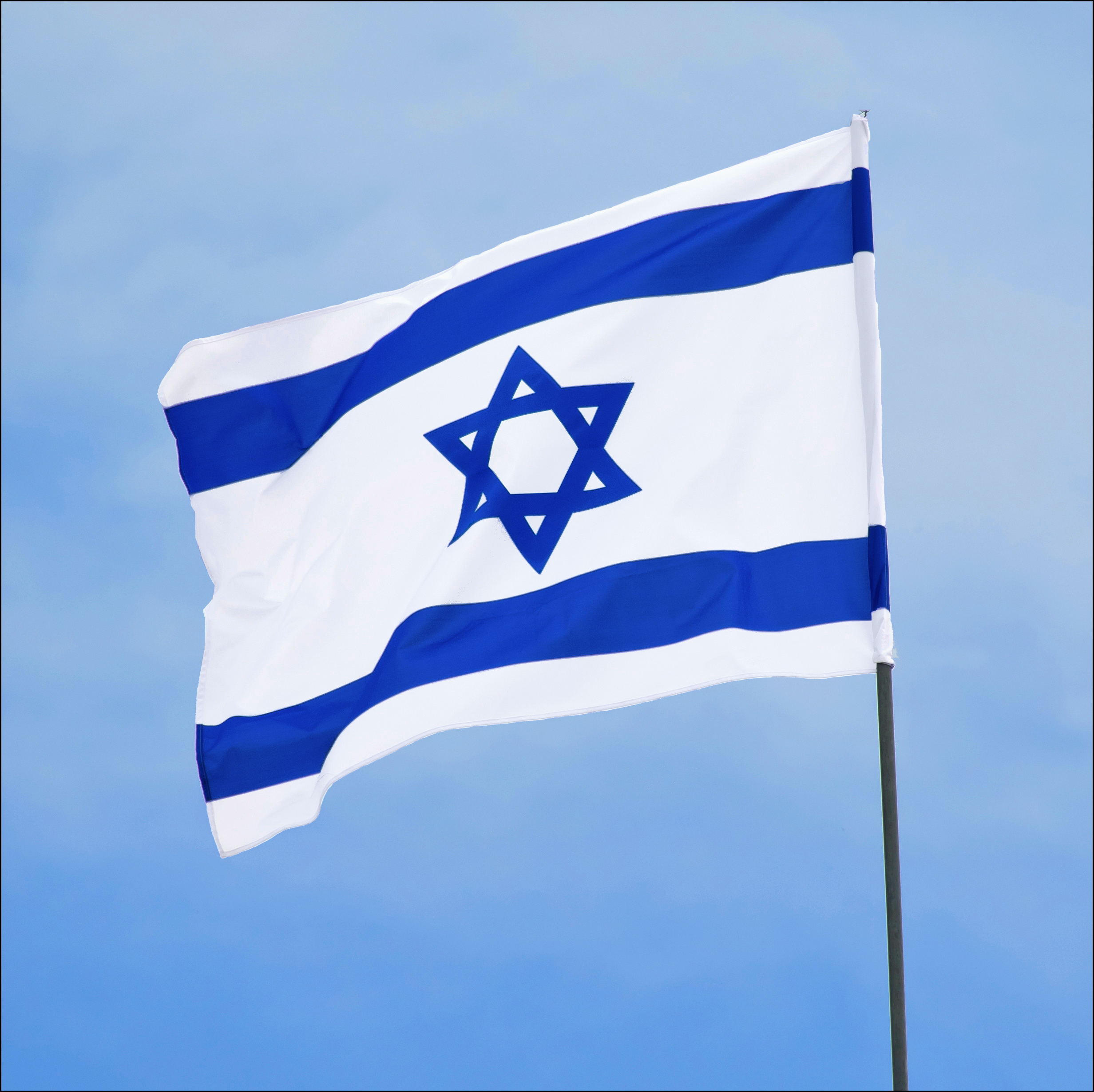
シオニズム運動の旗。1891年に採用され、後に1948年設立されたイスラエル国の国旗となった。

古代最大のユダヤ人コミュニティがあったプトレマイオス朝のアレクサンドリアは紀元前48年に共和政ローマのユリウス・カエサルに制圧され、またローマ帝国のユダヤ属州であり第二神殿のあったエルサレムはユダヤ戦争によって陥落し、ユダヤ人はディアスポラとしてさまざまな国に居住して、その後はユダヤ人国家を持たなかった。
ユダヤ人は、民族的宗教的集団であり国家であって、鉄器時代にレバント南部に出現した古代イスラエルの歴史上の2つの王国であるユダ王国とイスラエル王国のイスラエル人とヘブライ人に由来する。ユダヤ人の名前は、エルサレムを首都とするユダヤの地域を中心とした二つの王国のうちの南にあるユダ王国にちなんで名付けられた。ユダ王国は紀元前 586 年に新バビロニア帝国のネブカドネザル2世によって征服された。バビロニア人はエルサレムと古代ユダヤ崇拝の中心であった第一神殿を破壊した。その後、ユダヤ人はバビロンへ追放され、これが最初のユダヤ人のディアスポラと考えられている。

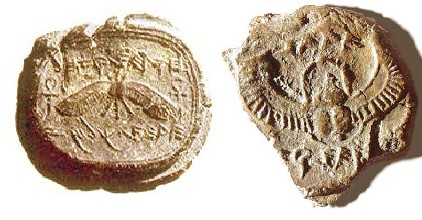
古ヘブライ文字で書かれたヒゼキヤ（ユダ王国の王）の印章。 エルサレムで発掘。

70年後、アケメネス朝ペルシア帝国によるバビロン陥落の後、キュロス大王はユダヤ人がエルサレムに戻って神殿を再建することを許可した。 この出来事は「シオンへの帰還」として知られるようになった。ペルシアの統治下で、ユダヤの地域はユダヤ人自治州となった。数世紀のペルシアと古代ギリシアによるヘレニズム期の支配の後、ユダヤ人はセレウコス朝に対するマカバイ戦争で独立を回復し、ユダヤにハスモン朝が設立された。その後、ハスモン朝は現在のイスラエルの大部分に広がり、ヨルダンとレバノンの一部の地域にも広がった。ハスモン朝は紀元前63年に共和政ローマの属国となり、西暦6年にユダヤ属州としてローマ帝国に組み込まれた。
ユダヤ戦争（西暦66～73年）中、ローマ人はエルサレムを破壊し、第二神殿を焼き払った。タキトゥスによれば60万人またはヨセフスによれば100万人のエルサレムのユダヤ人のうち、全員が餓死するか、殺されるか、奴隷として売られたかのいずれかであった。バル・コクバの乱（西暦132～136年）はユダヤの大部分を破壊し、多くのユダヤ人が殺されたり、追放されたり、奴隷として売られたりした。ユダヤ州はシリア・パレスティナと改名された。これらの措置はユダヤ人を故郷の地から切り離そうとする試みであったと多くの学者は見ている。その後何世紀にもわたって、多くのユダヤ人がディアスポラとして他の繁栄した土地に移住した。他の者はその地域、特にガリラヤ、海岸平野、およびユダヤの端に住み続け、中には改宗した者もいた。西暦4世紀までに、それまでパレスチナの多数派を占めていたユダヤ人は少数派になった。小規模なユダヤ人居住者の存在は、ほぼ全年代を通じて確認されている。たとえば、伝統によれば、ペキ・インのユダヤ人コミュニティは第二神殿時代からユダヤ人の居住を維持し続けている。

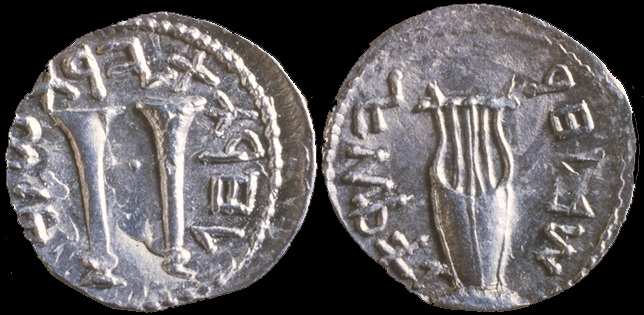
バル・コクバの乱のコイン(132–135 CE). 表面には「エルサレムの自由へ」との文字に囲まれたトランペット、背面には「イスラエルの自由への2年」との文字に囲まれた竪琴が描かれている。

ユダヤ人の信仰では、トーラー、特に創世記と出エジプト記、そして後の預言者に基づいて、イスラエルの地は神がイスラエルの子らに与えた相続物であると考られている。創世記によれば、カナンは最初にアブラハムの子孫に約束されており、この記述はこれが神とアブラハムの子孫の間の契約であることを明確に示している。神がカナンを約束の地としてイスラエル人に割り当てたという信仰は、キリスト教とイスラムの伝統にも受け継がれている。
ディアスポラのユダヤ人の間では、イスラエルの地は文化的、国家的、民族的、歴史的、宗教的な意味で崇拝されていた。ユダヤ人らは、将来の救世主の時代にその地に戻ることを考えていた。「シオンへの帰還」は、特に伝統的に「来年はエルサレムで」で締めくくる過越の祭りとヨム・キプルの祈り、そして1日3回のアミダ（立祷）において、世代を超えて繰り返されるテーマであり続けた。 聖書によるキブツ・ガルヨット（離散民の集結）の預言と、預言者によって予言されたイスラエルの地への亡命者の集結は、シオニズムの中心的な考えとなった。

### シオニズム以前の動き

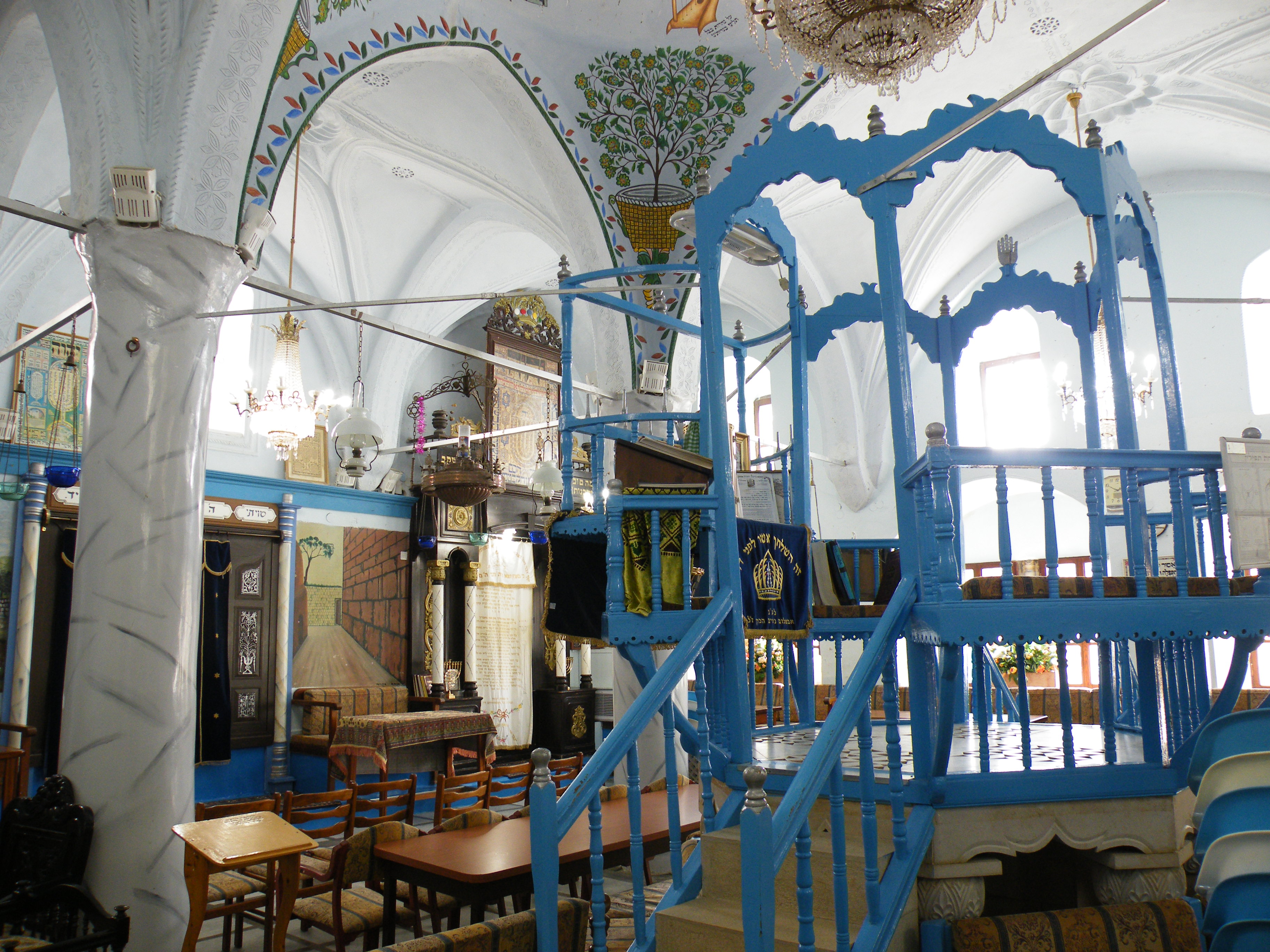
アブハヴ・シナゴーグ。15世紀にツファットのセファルディ系ユダヤ人によって建立された。

シオニズム以前のパレスチナへの再入植は、さまざまな程度の成功を収めた。古代後期、多くのバビロニアのユダヤ人がイスラエルの地の宗教研究の中心地に移住した。10世紀には、主にペルシアの支配下に居住していたカライ派ユダヤ人コミュニティの指導者たちは、信者たちにイスラエルの地に入植するよう促し、そこでエルサレムに独自の地区を設立した。
イスラエルの地に移住するユダヤ人の数は、13世紀から19世紀にかけて大幅に増加した。これは主に、ヨーロッパ全土でのユダヤ人の地位の全体的な低下と、宗教的迫害の増加によるものである。ユダヤ人の追放は、イギリス (1290年) 、フランス (1391年)、オーストリア (1421年)、スペイン (1492年ユダヤ教徒追放令) で行われた。
16世紀半ば、ポルトガルのセファルディ系ユダヤ人のジョセフ・ナシはオスマン帝国の支援を受けてポルトガル系ユダヤ人を集めようとし、まず最初はヴェネツィア共和国領だったキプロスに移住し、その後ティベリアに再定住した。イスラム教に改宗しなかったナシは、最終的にオスマン帝国で最高の医学的地位を獲得し、宮廷生活に積極的に参加した。ナシは、アンコーナに投獄されているオスマン帝国支配下のポルトガル系ユダヤ人のためにローマ教皇に介入するよう、スレイマン1世に働きかけた。
17世紀、シャブタイ・ツヴィ (1626～1676) は自らを救世主であると宣言し、多くのユダヤ人を味方につけ、サロニカに拠点を形成した。ツヴィは最初ガザに入植地を設立しようとしたが、後にスミュルナに移った。1666年の春に老ラビのアロン・ラパパを追放した後、フランスのアヴィニョンのユダヤ人コミュニティは新しい王国への移住の準備をした。

### シオニズム運動の確立
1792年から1803年に渡るナポレオン戦争は、ヨーロッパとその植民地の各国に民族保護主義の勃興を齎した。アメリカでは1819年、 W・D・ロビンソンによってミシシッピ州上流地域にユダヤ人入植地を設立することが提案された。その後の1830年代に、ニューイングランドではユニテリアンがドイツロマン主義（理想主義）に基づく超絶主義を啓蒙した。
1835年にプラハでは、エイブラハム・ベニシュとモーリッツ・シュタインシュナイダーによって、ユダヤ人移住を組織する道徳的であるが現実的ではない努力がなされた。米国では、モルデカイ・ノアが1825年、ニューヨーク州バッファローの向かい側、グランド・アイルにユダヤ人の避難所を設立しようと試みた。ベニッシュ、シュタインシュナイダー、ノアらによる初期のユダヤ国家建設の取り組みは失敗に終わった。
エドガルド・モルターラ救出の試みなど、世界中でユダヤ人に有利な介入を行ったことで有名なイギリスのモーゼス・モンテフィオーレ卿は、パレスチナにユダヤ人のための植民地を設立した。1854年、モンテフィオーレの友人のジュダ・トゥーロはパレスチナへのユダヤ人の入植資金として資金を遺贈した。モンテフィオーレは遺言執行者に任命され、その資金をさまざまな計画に使用した。その中には、1860 年にエルサレムの旧市街の城壁の外に、最初のユダヤ人入植地と救貧院の建設も含まれていた。そのユダヤ人入植地は、現在はミシュケノット シャアナニムとして知られている。ローレンス・オリファントも、1879年と1882年にポーランド、リトアニア、ルーマニア、トルコ帝国のユダヤ人プロレタリアートをパレスチナに連れて行こうという同様の試みを行ったが、失敗に終わった。
19世紀初頭、ペルシムとして知られるユダヤ人のグループがリトアニアを出て、オスマン帝国領パレスチナに入植した。
19世紀には、反ユダヤ主義とユダヤ人に対する敵意が高まっていたヨーロッパを中心に、「シオンへの帰還」を支持するユダヤ教の流れが人気を集めた。パレスチナに帰還するという考えは、その時代に開催されたラビの会議によって拒否されていた。第1回シオニスト会議以前からシオニストであるユダヤ人のパレスチナへの移住（アーリヤー）に対する個人の支援は行われていたが、第1回シオニスト会議が行われた1897年が実践的なシオニズムの始まりと考えられる。
ユダヤ教の改革派は「シオンへの帰還」という考えを拒否した。1845年7月15日から28日にかけてフランクフルト・アム・マインで開催されたラビ会議では、シオンへの帰還とユダヤ国家の回復を求めるすべての祈りが儀式から削除された。1869年のフィラデルフィア会議はドイツのラビの先導に従い、イスラエルの救世主の希望は「神の唯一性の告白における神の子ら全員の結合」であると布告した。1885年、ピッツバーグ会議は改革派ユダヤ教の救世主思想のこの解釈を繰り返し、決議文の中で「われわれは自分たちをもはや国家ではなく、宗教共同体だと考えている。したがって、我々はパレスチナへの帰還も、アロンの息子たちのもとでの犠牲の礼拝も、ユダヤ国家に関するいかなる法律も回復することも期待しない」と表明した。

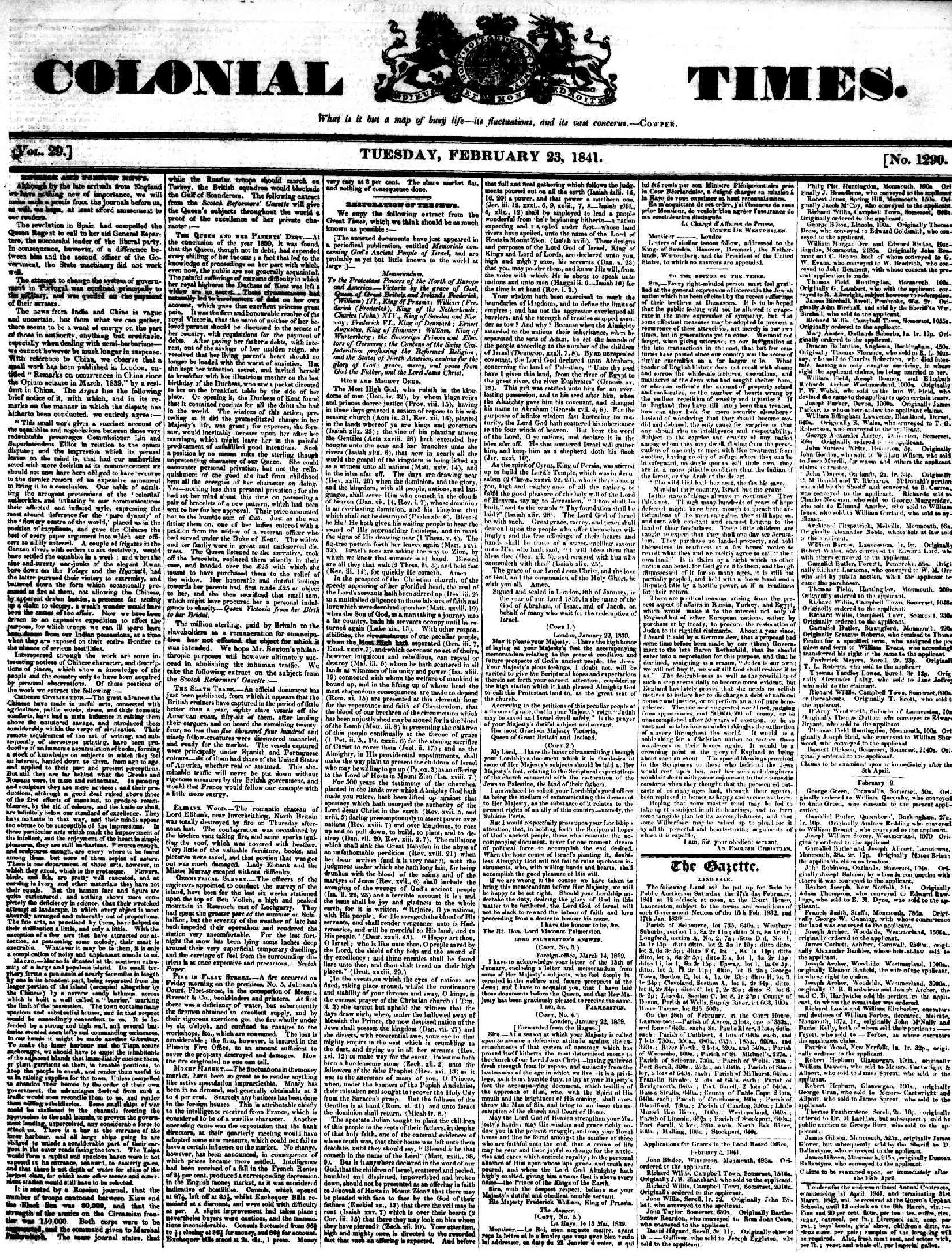
「ヨーロッパとアメリカ北部のプロテスタント勢力への覚書」、コロニアル・タイムス（オーストラリア、タスマニア州ホバート）1841年掲載

シオニズムは19 世紀後半に民族復興運動として中央および東ヨーロッパで始まった運動であり、反ユダヤ主義の新たな高まりに対する反動と、ハスカーラー、すなわちユダヤ教の啓蒙運動の結果として起こった。
運動が起きてすぐに、多くのシオニズムの指導者は、当時オスマン帝国の支配下にあったパレスチナにユダヤ人が切望する故郷を建設することが主な目標であると考えた。 この建国の過程は、シオニズム運動において「離散民の集結」（キブツ・ガルヨット (kibbutz galuyot））、すなわちユダヤ人が歴史的な祖国に戻ることによってユダヤ人の脱出と迫害の歴史に終止符を打つ試みとみなされた。
1897年から1948年までのシオニズム運動の主な目標は、パレスチナにユダヤ人の祖国の基礎を確立し、それを強化することであった。民族自決の原則の独自の一形態として、1884 年にホヴェヴェイ・ツィヨン（「シオンの恋人たち」の意）が結成され、1897年に最初のシオニスト会議が組織された。19世紀後半から20世紀初頭にかけて多くのユダヤ人が初代オスマン帝国と後の委任統治領パレスチナに移住し、それと同時に世界的な承認と支持を得るための外交努力も行われた。1948年のイスラエル建国以来、シオニズムはイスラエル国に代わって国を擁護し、国の存続と安全に対する脅威に対処し続けている。

このシオニズム運動は、フランスのドレフュス事件やロシア帝国の反ユダヤのポグロムに代表されるヨーロッパでの反ユダヤ主義の台頭に対するアシュケナージ系ユダヤ人の反応として、19世紀後半に世俗的なユダヤ人の間で興った。この政治運動は、1897年にオーストリア＝ハンガリー人のジャーナリスト、テオドール・ヘルツルによる著書『Der Judenstaat』（ユダヤ人国家）の出版によって正式に始まった。ヘルツルは当時、ユダヤ人、とりわけ貧しいユダヤ人社会で現地に同化することなく浮いた存在として平穏を乱していたユダヤ人がオスマン・パレスチナに移住することは、ヨーロッパで現地に同化したユダヤ人やキリスト教徒にとっても有益だと考えていた。この政治的シオニズムは、ある意味で、二千年にわたるユダヤ教とラビの伝統からの劇的な決別であった。他のヨーロッパのナショナリズム運動から着想を得たシオニズムは、特にドイツにおけるヨーロッパ啓蒙思想を基に形作られたことで、ドイツの国家主義的な原理がシオニストによるナショナリズム運動の重要な特徴となった。ナショナリズム史の歴史家でユダヤ人のハンス・コーンは、シオニズム的ナショナリズム運動は「ユダヤ人の伝統とは何の関係もなく、多くの点でユダヤ人の伝統に反していた」と主張している。シオニズムには初期の頃から批判があり、20世紀初頭の文化シオニストであるアハド・ハアムは、ヘルツルのシオニズム運動には創造性がなく、その文化はヨーロッパ的、特にドイツ的なものであると著書に記した。ハアムは、シオニズム運動はユダヤ人を単に帝国主義ヨーロッパ文化の伝導者と見做していると見ていた。
シオニズムは、当初はユダヤ人の同化と反ユダヤ主義に対する代替的な対応を提案するユダヤ人政治運動の一つに過ぎなかったが、後に急速に拡大した。初期の頃は、支持者らはパレスチナの歴史的領土にユダヤ人国家を設立することを検討していたが、第二次世界大戦によってシオニズム運動が根付いていた中央および東ヨーロッパでユダヤ人の生活が破壊された後は、ユダヤ人国家建設の思想が支配的になった。この時期のシオニズム運動は、アラブ人とユダヤ人の混合都市に住む宗教的で非シオニストの旧イシューヴのユダヤ人は、新イシューヴの世俗的シオニストと比較して後進的であると見なす言説を展開するようになった。
シオニズム運動が発展する初期の頃から、ヘルツル、ハイム・ヴァイツマン、ダヴィド・ベン＝グリオンなどのシオニスト指導者はヨーロッパ列強の支援が必要であると考えていた。シオニストたちはイギリスと同盟を結び、パレスチナへのユダヤ人移住への数年間の支援を確保するとともに、ヨーロッパ系ユダヤ人、特に反ユダヤ主義が激化するロシア帝国の地域に住むユダヤ人からの移民を募集した。イギリスとの同盟は、シオニズム運動によってパレスチナのアラブ人に引き起こされるであろう結果がやがて認識されるようになったために緊張状態となったが、シオニストは固執した。この運動は最終的に成功し、1948年5月14日 (ユダヤ暦 5 Iyyar 5708) にユダヤ人ための故郷としてイスラエル国が建国された。この運動が始まって以来、世界のユダヤ人のうちイスラエルに住むユダヤ人の割合は着実に増加している。21世紀初頭には、世界のユダヤ人の40％以上がイスラエルに住んでおり、これは他のどの国よりも多い。これら二つの成果はシオニズム運動の歴史的成功を表しており、過去二千年間の他のユダヤ人による政治運動にも例がないものである。いくつかの学術研究では、シオニズムはディアスポラによる政治運動というより大きな文脈の中で、また現代の民族解放運動の一例として分析されている。
シオニズムはまた、ユダヤ人を近代社会に同化させようとした。ディアスポラという立場の結果、多くのユダヤ人は居住する国の中で依然として部外者であって、近代的思想から疎外されるようになった。いわゆる「同化主義者」のユダヤ人はヨーロッパ社会への完全な融合を望み、自らのユダヤ人としてのアイデンティティを軽視したり、場合によっては近代化する社会へ同化するために伝統的な見方や意見を放棄したりすることをいとわなかった。それほど極端ではない形態の同化は文化的統合と呼ばれた。文化的統合を支持する人々は、継続性と緩やかな進化のみを望み、ユダヤ人が民族としてのアイデンティティを失わないよう懸念していた。「文化的統合主義者」は、伝統的なユダヤ人の価値観と信仰を維持する必要性と、例えば労働日や規則を遵守するなど、近代主義社会に適合する必要性の両方を強調した。
1975年、国際連合総会はシオニズムを「人種差別と人種差別の一形態」と指定する国連総会決議3379を可決した。決議3379は、1991年マドリードで開催する中東和平会議へイスラエルが参加する代わりに決議3379に含まれる決議を取り消すことを規定した国連総会決議46/48を可決することをイスラエルが条件としたことで、決議46/48により決議3379は1991年に破棄された。

#### テオドール・ヘルツルと現代的な政治的シオニズムの誕生

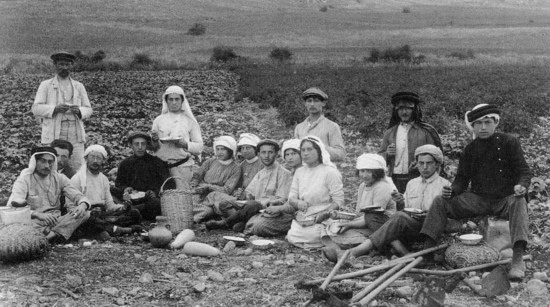
アラブ衣装をまとったビルーメンバー

パレスチナにおいて新イシューブの建設が正式に開始されたのは、通常、1882年にビールー開拓団が到着し、第一次アーリヤーが始まったことに遡る。翌年、パレスチナへのユダヤ人の移民が本格的に始まった。多くの移民は、現在のウクライナとポーランドで頻繁に起こるポグロムと国家主導の迫害を逃れてロシア帝国からやって来た。移民は西ヨーロッパのユダヤ人慈善家からの資金援助を受けて多くの農業入植地を設立した。ロシア革命とそれに伴う暴力的なポグロムの勃発後、追加のアリーヤーが誕生した。19世紀末、パレスチナにおいてユダヤ人は少数派であった。

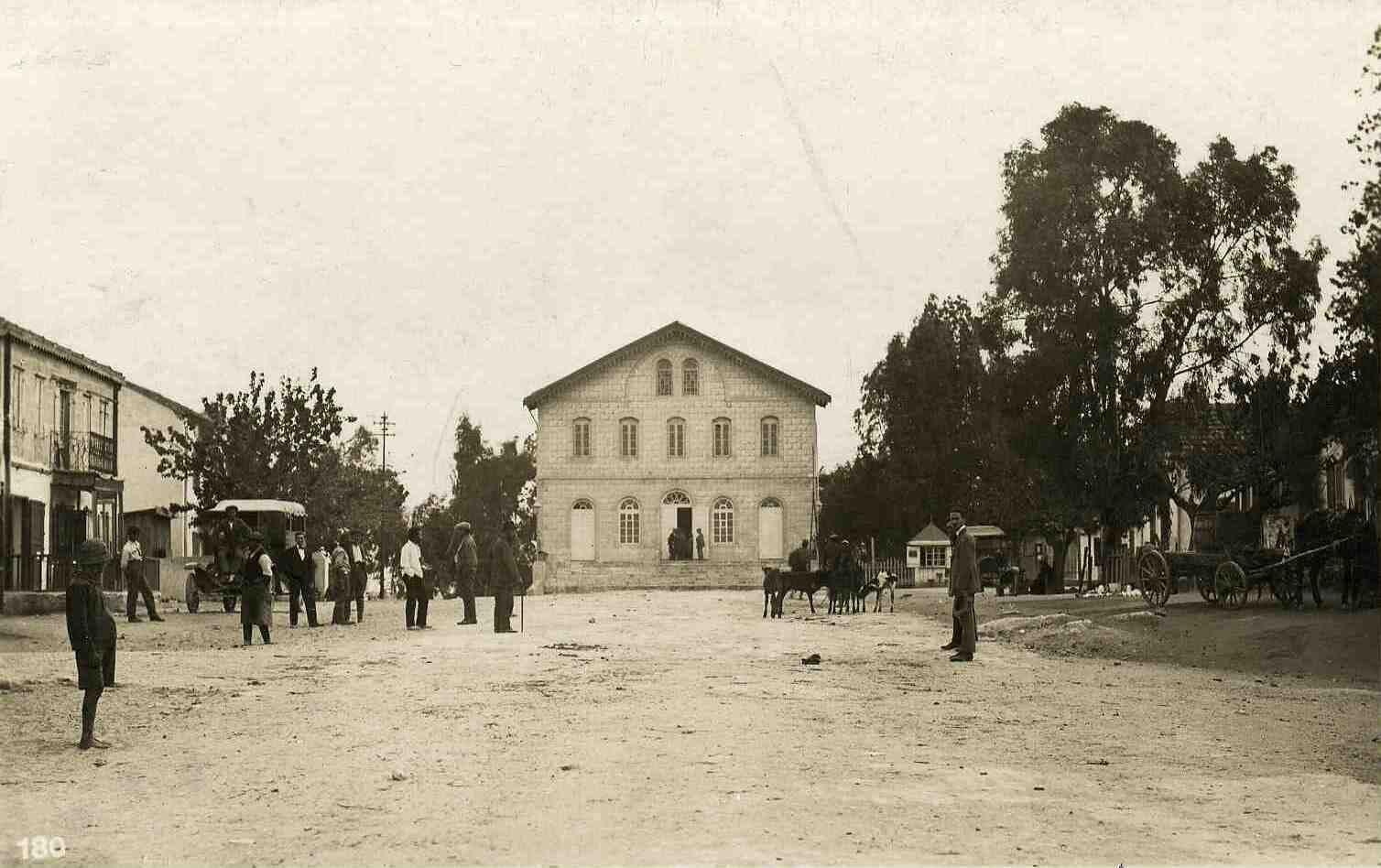
1885年にリション・レツィヨンのグレート・シナゴーグが設立された。

1890年代、政治的シオニズムの父と呼ばれるテオドール・ヘルツルはシオニズムに新たなイデオロギーと現実的な緊急性を吹き込んだ。後にヘルツルは建国の父といわれることになる。ドレフュス事件を取材していたオーストリア人記者のヘルツルは、ユダヤ人自ら国家を建設し諸外国に承認させることを訴えた。そして1897年バーゼルで第1回シオニスト会議を主宰し、シオニスト機構 (ZO) を創設した。シオニスト機構は1960年に世界シオニスト機構 (WZO) に改名された。著書『ユダヤ人国家』でヘルツルは、ユダヤ人国家はヨーロッパ大国の支援があってこそ設立できると明言した。ヘルツルはユダヤ人国家を「野蛮に対する文明の前哨基地」と表現した。ヘルツルは別の著作で、英国の植民地主義と帝国主義のイデオロギーの強力な支持者であったセシル・ローズと自身と比較した。
1896年、ヘルツルは著書『ユダヤ人国家』の中で「ユダヤ国家の再建」に関する自身の見解を表明した。ヘルツルは、反ユダヤ主義は社会においてユダヤ人が少数派として生きる限り永遠に無くなることのない特徴であり、主権だけがユダヤ人に永遠の迫害から逃れさせることができると考えていた。ヘルツルは「地球上の土地のほんの一欠片の、我々の同胞に必要な分なだけでいいので、我々にその土地の主権を与えてください。そうすれば残りの仕事は私たちがやります！」と、自身の計画を明かして宣言した。
1902年にはリトアニアのラビであるイツチャク・ヤコフ・ライネスの呼びかけにより、シオニズムはユダヤ教の教義であるとした宗教シオニズムの組織であるミズラヒが結成された。ミズラヒという組織名は、イスラム圏に居住するユダヤ人を意味するミズラヒム（東）に由来している。ポーランドではラビのサイモン・フェダーブッシュが、イギリス委任統治領パレスチナではアブラハム・アイザック・クックが、アメリカ合衆国ではアメリカ宗教シオニストがそれぞれ運動を拡大し、イギリスのユダヤ人慈善家であるナフム・ジーブ・ウィリアムズはイスラエル・ブリティッシュ銀行を設立してこれら運動を支援した。
1903年から1905年にかけてのキシナウのポグロムにより、ユダヤ人迫害問題は世界の注目を集めるようになった。

#### ロシアでの成功とつまづき
第一次世界大戦前は、シオニズムを主導していたのはオーストリア系とドイツ系ユダヤ人であったが、シオニズムを構成していたのは主にロシア系ユダヤ人であった。当初、シオニストはロシア内でも世界でも少数派であった。ロシア・シオニズムはすぐにシオニズム運動の中での主要勢力となり、シオニスト会議の代表者の約半数を占めるほどになった。
ロシア・シオニズムは信奉者を惹きつけることに成功したにもかかわらず、ロシアのあらゆる政治的志向や社会経済的階級の知識層からの激しい反対に直面した。シオニズムは、反動的、救世主的、非現実的であり、ユダヤ人をヨーロッパ社会に統合するのではなく孤立させて状況を悪化させるものである、と様々なグループから非難された。ラビのジョエル・タイテルバウムのようにシオニズムを自分たちの神聖な信仰への冒涜であって悪魔の陰謀とみなした敬虔なユダヤ人もいれば、その一方でシオニズムは真剣に注目するに値するとはほとんど考えないユダヤ人もいた。 彼らにとってシオニズムは、救世主の到来を待つという神の命令に反抗する試みとみなされていた。しかし、これらの敬虔なユダヤ人の多くは依然として救世主が間もなく到来すると信じていた。例えば、ラビのイスラエル・メイル・カハンは、メシアの到来が差し迫っていると確信し、エルサレム神殿が再建されたときに司祭たちがその義務を果たす準備ができるように、生徒たちに聖職の律法を勉強するよう勧めた。
批判は信仰心の厚いユダヤ人に限定されなかった。ブンドの社会主義者やボスホート (Voskhod) 新聞のリベラル派は、シオニズムが階級闘争から目を逸らし、ロシアにおけるユダヤ人の解放への道を妨げているとして、それぞれ攻撃した。歴史家のシモン・ドゥブノフのような人物は、ユダヤ人のアイデンティティを促進するシオニズムには潜在的な価値を見出していたが、ユダヤ人国家の設立は救世主的で実現不可能であるとして根本的に拒否した。シオニズム運動の批判者は、同化、移民、ディアスポラ・ナショナリズムなどの代替的な解放的解決策を提案した。知識階級の合理主義的世界観に根ざしたシオニズムへの反対により、ユダヤ人の労働者階級や知識階級のような潜在的な信奉者の間でその魅力は弱まった。最終的に、ロシアの知識階級は、シオニズムはユダヤ人の同化という彼らの信念に反する異常なイデオロギーであるという見方でまとまった。

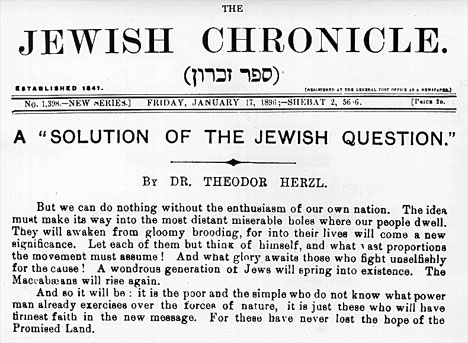
1896年1月17日のジューイッシュ・クロニクル (The Jewish Chronicle) 紙の第一面に掲載されたテオドール・ヘルツルによる記事。ヘルツルの著書「ユダヤ人国家 (Der Judenstaat)」発行の1ヶ月前のものである。

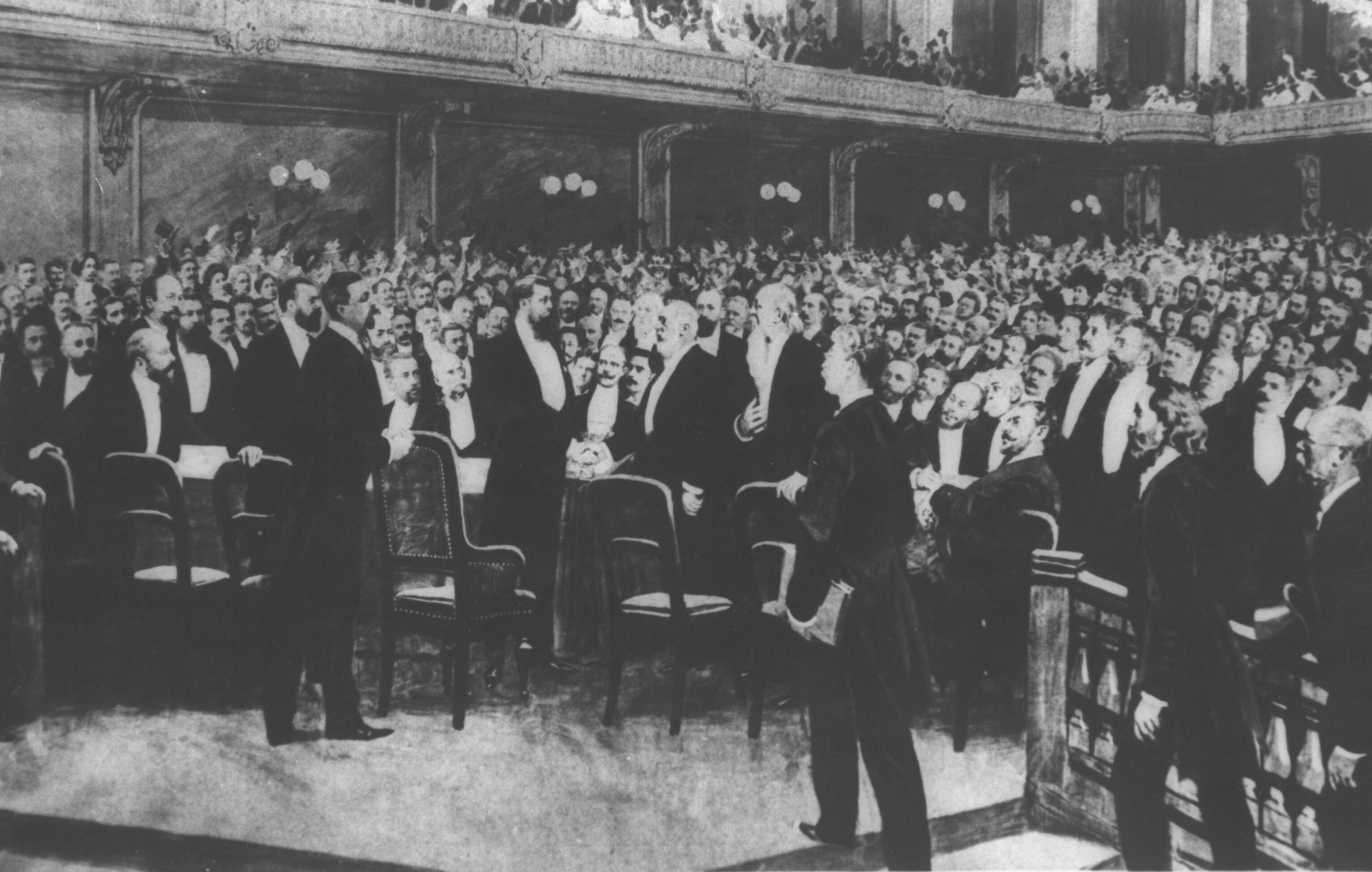
1897年にスイスのバーゼルで開催された第1回シオニスト会議の代議員ら

#### 国家設立以前の機関
- シオニスト機構（英語版） (ZO) (1897設立)
- シオニスト会議 (1897設立)；ZO の最高機関
- Palestine Office (1908設立)；パレスチナにおけるZOの執行部門
- ユダヤ民族基金 (Jewish National Fund, JNF) （1901設立)；パレスチナの土地を購入し開発するための基金
- ケレン・ハイェソッド基金（英語版）(1920設立)
- ユダヤ機関（英語版）(1929設立)；ZO の世界的な活動支部として設立

#### 資金調達
シオニズム運動による事業は主に、多額の寄付をした主要な後援者、世界中のユダヤ人コミュニティの同調者（例えば、ユダヤ民族基金の募金箱を参照）、そして入植者自身によって資金提供された。運動の財政を管理するための銀行としてユダヤ植民地信託（1888年設立、1899年にロンドンで法人化）が設立され、現地法人として1902 年にパレスチナにアングロ・パレスチナ銀行が設立された。
国家設立以前の前シオニズムおよびシオニズム運動による事業への大規模な献金者として、アルファベット順に以下が挙げられる。
- イサク・ライプ・ゴルトベルク（英語版） (1860–1935)；ロシア出身のシオニスト指導者、篤志家。
- モーリス・ド・ヒルシュ（英語版）(1831–1896)；ドイツのユダヤ人投資家および篤志家で、ユダヤ人植民地協会の創設者。
- モーゼス・モンテフィオーレ（英語版） (1784–1885)；イギリス系ユダヤ人の銀行家、イギリスとレバントの慈善家、原シオニズム（英語版） (Proto-Zionism) の創始者であり資金提供者。
- エドモン・バンジャマン・ド・ロチルド (1845–1934)；フランスのユダヤ系銀行家で、シオニスト計画への主要寄付者。

#### 国家設立以前の民兵組織
パレスチナにおける国家以前のユダヤ人の民兵組織および防衛組織として、以下が挙げられる。
イスラエル国防軍の前身となった組織
- バル・ギオラ (1907–1909)
- ハショメル（英語版）(1909–1920)
- ハガナー (1920–1948)
  - パルマッハ (1941–1948)

イスラエル国防軍とは関連がない組織
- マハネ・イェフダ (Mahane Yehuda)；「ユダのキャンプ」の意味。1891年にマイケル・ハルペリンによって設立された騎馬警備隊[152]（ネス・ジオナ（英語版）を参照）。
- ハノーター (HaNoter) (1912–1913)[153] ；「衛兵の意味」。英国委任統治時代のノートリムとは区別される[154]
- ハマゲン (HaMagen)（英語版） (1915–1917)[154]；「盾」の意味。

#### 検討された候補地
シオニズム運動の最初の十年間を通じ、ヘルツルを含む一部のシオニストたちは、「ウガンダ」（実際には現在のケニアにある英領東アフリカの一部）、アルゼンチン、キプロス、メソポタミア、モザンビーク、シナイ半島など、パレスチナ以外の場所でユダヤ人国家を設立する案を支持する例がいくつかあった。 政治的シオニズムの創始者であるテオドール・ヘルツルは、当初はユダヤ人による自治国家であればどこでも喜んで受け入れた。 アルゼンチンへのユダヤ人入植はモーリス・ド・ヒルシュのプロジェクトだった。ヘルツルがこの代替案を真剣に検討したかは不明であるが、後にヘルツルは、ユダヤ人のその地域との歴史的なつながりによりパレスチナはより魅力的な地となるだろうと再確認した。
特にキシナフ虐殺などのロシアのポグロムに対する懸念が動機となって、安全な場所への迅速な再入植が必要とされた。しかし、他のシオニストはユダヤ人をイスラエルの地と結びつけている記憶、感情、伝統を強調した。ダビデ王がエブス人の要塞を征服した後に王国を設立した場所にちなんで (2 Samuel 5:7、1 Kings 8:1 )、シオンは運動の名前となった。シオンという名前はエルサレムと同義であった。パレスチナがヘルツルの主な焦点となったのは、1896年にシオニズム運動のマニフェストである著書『ユダヤ人国家』を発表した後であるが、それ以降もヘルツルは迅速性が必要とされるときにパレスチナへの再入植のみに注力することに躊躇していた。
1903年、イギリスの植民地大臣ジョゼフ・チェンバレンはヘルツルに対し、イギリスの東アフリカ植民地へのユダヤ人入植地としてウガンダ保護領内の5,000平方マイル (13,000km2) の提供を申し出た。ヘルツルはジョゼフ・チェンバレンの提案を検討することに同意し、同年、世界シオニスト機構の第6回シオニスト会議で提議され、激しい議論が行われた。一部のグループは、この計画を受け入れるとパレスチナにユダヤ人国家を樹立することがより困難になると感じ、アフリカの土地を「聖地への前室」と呼んだ。提案された土地を調査するために委員会を派遣することが295対177票で決定され、132票が棄権した。翌年、議会は高原を視察するために代表団を派遣した。標高が高いため温暖な気候がヨーロッパ人の入植に適していると考えられた。 しかし、この地域には多数のマサイ族が住んでおり、ヨーロッパ人の流入を好んでいないようだった。さらに、代表団はそこがライオンや他の動物だらけなことに気づいた。
1904年のヘルツルの死後、シオニスト会議は1905年7月の第7回会期の4日目にイギリスの提案を拒否し、「今後のすべての入植の努力をパレスチナのみに向ける」ことを決定した。ウガンダ計画に呼応して1903年に設立されたイズレイル・ザングウィルのユダヤ領土主義機関は、どの土地でもかまわないのでユダヤ人国家をどこかに設立することを目指した。これは議会の多数の代議員によって支持された。マックス・ノルダウが提案した投票の後、ザングウィルはノルダウを「歴史の法廷で罪に問われるだろう」と告発し、彼の支持者らは投票の結果についてメナヘム・ウシシュキンらのロシア投票ブロックを非難した。
その後のユダヤ領土主義機関のシオニスト機構からの脱退はほとんど影響を与えなかった 。シオニスト・社会主義者・労働者党は、パレスチナ外でのユダヤ人の領土自治という考えを支持する組織でもあった。
シオニズムに代わるものとして、ソ連当局は1934年にユダヤ自治州を設立し、現在もロシア唯一の自治州として存続している。
エレイン・ハゴピアンによれば、初期の数十年間、ユダヤ人の故郷の地はパレスチナ地域だけでなく、レバノン、シリア、ヨルダン、エジプトにまで広がり、その国境はレバントの主要な河川と水源豊かな地域に多かれ少なかれ一致すると見られている。 

### バルフォア宣言とパレスチナ委任統治

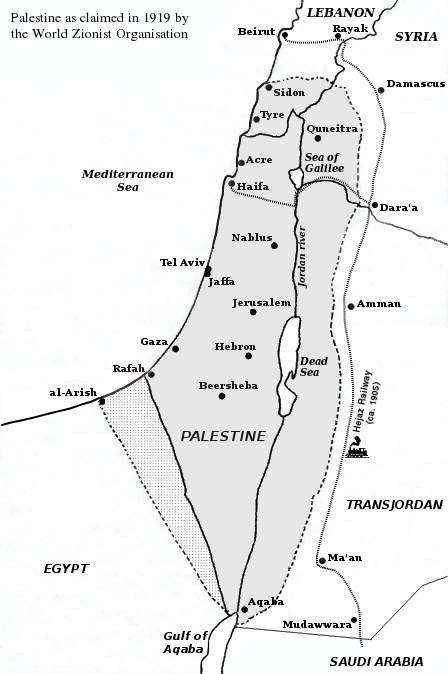
1919年パリ講和会議で世界シオニスト機構が要求したパレスチナの地域

ロシア系ユダヤ人移民のハイム・ヴァイツマンによるロビー活動は、ユダヤ系アメリカ人が対ロシア戦争でドイツを支援するようアメリカに働きかけるのではないかという懸念と共に、1917年のイギリス政府のバルフォア宣言で完結した。
1917年にイギリス外相が「パレスチナにおけるユダヤ人居住地の建設とその支援」を約束したバルフォア宣言が出され、1922年に国際連盟はバルフォア宣言の条文を使った委任統治領パレスチナの決議案を採択した。
バルフォア宣言は、パレスチナにおけるユダヤ人の故郷の創設を以下のように支持した。
イギリス政府は、パレスチナにおけるユダヤ人の民族的故郷の設立を喜ばしく捉え、この目的を達成するために最大限の努力を払い、パレスチナの既存の非ユダヤ人コミュニティの公民的及び宗教的権利、並びに他国でユダヤ人が享受する権利と政治的地位を損なう可能性のあるいかなる行為も行われないことを明確に確認する。—

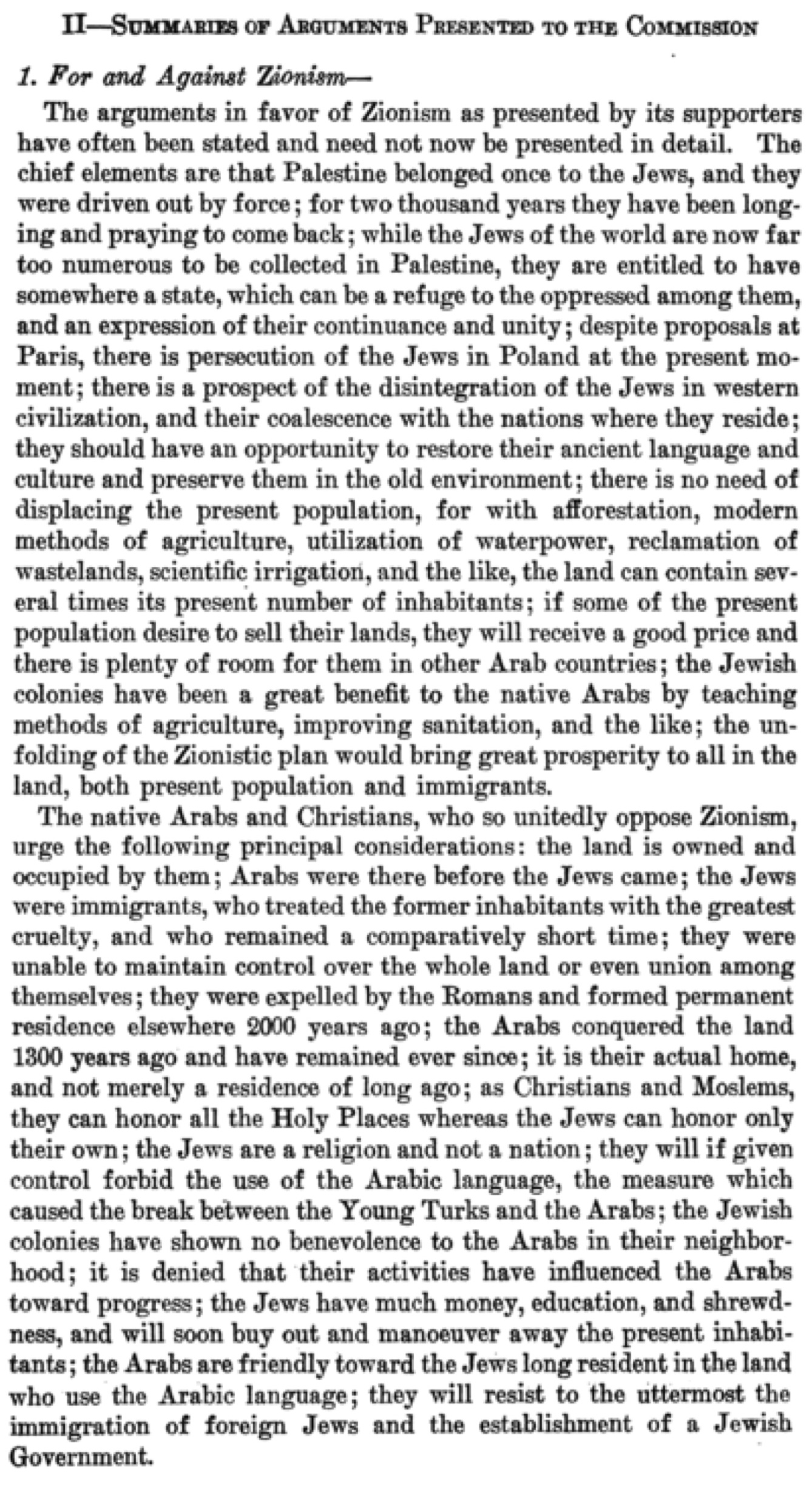
1919年パリ講和会議の間、地域住民の意見を評価するために、連合国委員会がパレスチナに派遣された。その報告書は、シオニズムに対する賛成者と反対者の主張を要約したものであった。

1922年、国際連盟は以下の宣言を採択し、英国にパレスチナ委任統治領を与えた。
この委任統治は、ユダヤ人の民族的故郷の設立と...自治組織の発展を保障し、人種及び宗教に関わらずパレスチナのすべての住民の公民的および宗教的権利もまた保護する。—
バルフォア宣言の獲得における功績により、ヴァイツマンはシオニズム運動の指導者に選出された。ヴァイツマンは1948年までその職に留まり、イスラエルが独立した後、初代大統領に選出された。
1923年5月にオーストリアのウィーンで開催された第1回世界ユダヤ人女性会議には、国際的なユダヤ人女性コミュニティの多数のハイレベル級の代表者が参加した。主な決議の1つとして「パレスチナの社会経済的再建に協力し、同国へのユダヤ人の入植を支援するのはすべてのユダヤ人の義務である」ことを決議した。
1927年、ウクライナのユダヤ人イツァーク・ラムダンは「最後の抵抗」を呼びかけ、ユダヤ人の苦境を綴った『マサダ』というタイトルの叙事詩を書いた。

### ナチズムの台頭とホロコースト
1933年にヒトラーがドイツで権力を掌握し、1935年にニュルンベルク法によりドイツ系ユダヤ人（後にオーストリア (アンシュルス) 系ユダヤ人、チェコ系ユダヤ人）が無国籍難民となった。ニュルンベルク法はヨーロッパの多くのナチス同盟国にも適用された。その後のユダヤ人移民の増加とアラブ世界を対象としたナチスのプロパガンダの影響により、1936年から1939年にかけてパレスチナでのアラブ人の反乱 (パレスチナ独立戦争) につながった。イギリスは状況を調査するためにピール委員会を設置した。委員会は二国家解決と人口の移住を求めた。アラブ人は分割計画に反対し、その後イギリスはこの解決策を撤回して代わりに1939年にパレスチナ白書を遂行した。この白書では、1944年までにユダヤ人の移民を終結し、追加のユダヤ人移民を75,000人以下に制限することが計画されていた。5年間の期間が終わる1944年の時点で、支給された75,000枚の移民証明書のうち51,000枚だけが利用されており、残りの人数が埋まるまでイギリスは1944年の締め切り日を超えて月1,500人の割合で移民の継続を認めると申し出た。アリエ・コチャヴィによれば第二次世界大戦終結時点で委任統治政府には10,938枚の証明書が残されており、コチャヴィは当時の政府の政策についてさらに詳しく述べている。 イギリスは1939年のパレスチナ白書の政策を委任統治が終了するまで維持した。
| 年   | イスラム教徒      | ユダヤ教徒      | キリスト教徒   | その他        | 全定住者数 |
| ---- | ----------------- | --------------- | -------------- | ------------- | ---------- |
| 1922 | 486,177 (74.9%)   | 83,790 (12.9%)  | 71,464 (11.0%) | 7,617 (1.2%)  | 649,048    |
| 1931 | 693,147 (71.7%)   | 174,606 (18.1%) | 88,907 (9.2%)  | 10,101 (1.0%) | 966,761    |
| 1941 | 906,551 (59.7%)   | 474,102 (31.2%) | 125,413 (8.3%) | 12,881 (0.8%) | 1,518,947  |
| 1946 | 1,076,783 (58.3%) | 608,225 (33.0%) | 145,063 (7.9%) | 15,488 (0.8%) | 1,845,559  |

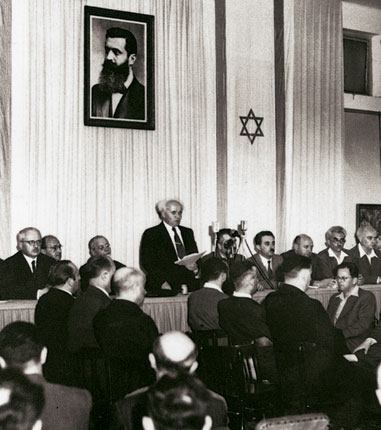
ダヴィド・ベン＝グリオン；テオドール・ヘルツルの肖像画の下でイスラエルの独立を宣言

第二次世界大戦中、ホロコーストの恐ろしさが知られるようになると、シオニスト指導部はベングリオン政権の以前の移民目標200万人から削減して100万人計画を策定した。戦争終結後、主にホロコースト生存者である多くの無国籍難民が英国の規則に反して小型ボートでパレスチナへの移住 (アリヤ・ベット) を始めた。ホロコーストにより、世界の残りのユダヤ人の多くはシオニスト計画を背景に団結した。イギリスは移住を試みたユダヤ人をキプロスに抑留するか、イギリスが管理するドイツの連合軍占領地域に送った。イギリスはかつてアラブの反乱に直面したが、反乱の後にユダヤ人の移民制限を行ったことで今度はパレスチナのシオニスト・グループによる反乱に直面することになった。1946年1月、イギリスとアメリカの合同委員会である英米調査委員会は、委任統治下のパレスチナにおける政治的、経済的、社会的状況と、現在そこに住んでいる人々の福祉を調査し、アラブ人とユダヤ人の代表と協議して問題の暫定的処理と最終的解決のために「必要に応じて」他の勧告を行う任務を負った。1946年から1947年のパレスチナに関するロンドン会議の失敗を受け、アメリカはイギリスのが率いるモリソン・グレイディ案とベヴィン案の両方に対する支持を拒否し、両計画はすべての当事者によって拒絶されたため、イギリスはこの問題を1947年2月14日に国連に付託することを決定した。
この決定の理由は、英国外務省首席秘書官による1947年2月18日の英国議会下院での演説の中で、次のように説明されている。
「英国政府は、解決することのできない複数の主義の対立に直面している。パレスチナには約120万人のアラブ人と60万人のユダヤ人がいる。ユダヤ人にとっての主義の本質的な点はユダヤ主権の国家の創設である。アラブ人にとっての主義の本質的な点はパレスチナのあらゆる地域において創設されてしまったユダヤ主権の国家に抵抗することである。先月の議論では、当事者間で交渉されたいかなる和解案によってもこの紛争を解決する見込みがないことが極めて明確に示された。しかし、紛争が任意的決定によって解決されなければならない場合、その決定を行うことに対して委任統治としての英国政府は権限を与えられてはいない。英国政府自体には、委任統治の条項の下では、この国をアラブ人とユダヤ人のどちらかに与えたり、あるいはアラブ人とユダヤ人の間で分割したりする権限はないのである。」 

### 第二次世界大戦後

1948年の第一次中東戦争開始時のアラブ軍の攻勢

1941年にドイツがソ連に侵攻すると、スターリンはシオニズムに対する長年の反対を翻し、ソ連の戦争努力に対する世界中のユダヤ人の支持を駆り集めようとした。ユダヤ人反ファシスト委員会がモスクワに設立された。戦争中、何千人ものユダヤ人難民がナチスから逃れてソ連に入り、ユダヤ教の宗教活動を再活性化し、新しいシナゴーグを開設した。 1947年5月、ソ連のアンドレイ・グロムイコ外務次官は国連に対し、ソ連はパレスチナをユダヤ国家とアラブ国家に分割することを支持していると語った。ソ連は1947年11月に国連で形式的にはそのように投票した。しかし、イスラエルが樹立されると、スターリンは立場を逆転させ、アラブ人を支持し、ユダヤ人反ファシスト委員会の指導者を逮捕し、ソ連国内のユダヤ人に対する攻撃を開始した。
1947年に国際連合によるパレスチナ分割決議を経て、1948年にイスラエルが建国され、ユダヤ国家が誕生した。1947年、国際連合パレスチナ特別委員会は、パレスチナ西部をユダヤ国家、アラブ国家、そして国連管理領域としてエルサレム周囲の「コーパス・セパラタム」に分割することを勧告した。この分割決議は、1947年11月29日に国連総会決議181で賛成33票、反対13票、棄権10票で採択された。この投票によりパレスチナ全土では、ユダヤ人コミュニティでは祝祭が行われ、アラブ人コミュニティでは抗議活動が起きた。以前はイギリスに対するアラブ人の反乱やユダヤ人の反乱であったが、ユダヤ人とアラブ人の間の対立住民間暴力が国中に広がり、1947年から1949年のパレスチナ戦争にまで発展した。国連の推計によれば、この紛争により711,000人から957,000人のパレスチナアラブ人がイスラエル領土外へ脱出した。イスラエル独立宣言と1948年アラブ—イスラエル戦争(第一次中東戦争) の勃発前に、1947年から1948年の委任統治領パレスチナ内戦中に、すでに4分の1以上が避難していた。1949年の休戦協定の後に初代イスラエル政府が可決した一連の法律によって、避難民となったパレスチナ人が私有財産を主張したり、イスラエル国の領土に戻ったりすることが禁止された。彼らとその子孫の多くは依然としてUNRWAの支援を受けている難民である。

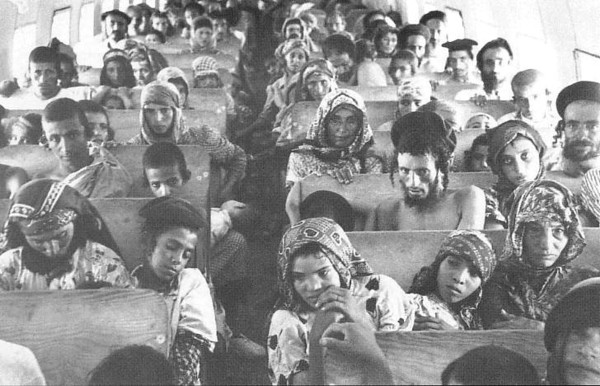
マジック・カーペット作戦でイスラエルへ向かうイエメン系ユダヤ人

イスラエル建国以来、世界シオニスト機構は主にユダヤ人のイスラエル移住を支援し奨励することに尽力する組織として機能してきた。国外ではイスラエルへの政治的支援を提供してきたが、イスラエル国内の政治ではほとんど役割を果たしていなかった。1948年以来のシオニズム運動の主な成功は、ユダヤ人の移民と難民に移住のためのロジスティックな支援を提供したこと、そして最も重要なことはソビエト連邦を離れて自由に宗教を実践する権利をめぐって当局と争っていたソ連系ユダヤ人を支援してユダヤ人の脱出を支援したことであり、85万人のアラブ世界のユダヤ人のそのほとんどがイスラエルへ移住した。1944年から1945年にかけて、ベン＝グリオンは外国政府高官に対し、100万人計画を「シオニズム運動の主要な目標であり最優先事項」であると説明した。1948年5月のイスラエル独立宣言までは、1939 年のイギリスのパレスチナ白書による移民制限によってそのような計画を大規模に実施できないことを意味していた。新しい国の移民政策に対して、新イスラエル政府内にいくつか反対意見があり、ある者らは 「生命が危険にさらされておらず、特に願望や動機が自分自身のものではないユダヤ人が、大規模な移民を組織することは正当化できない」と主張し、他の者らは吸収の過程が「不当な苦難」を引き起こしたと主張した。しかし、ベン＝グリオンの影響力と断固とした主張により、移民政策は実行に移された。

## シオニストの類型
| 国／地域       | 人数    | 代表者数 |
| -------------- | ------- | -------- |
| ポーランド     | 299,165 | 109      |
| アメリカ合衆国 | 263,741 | 114      |
| パレスチナ     | 167,562 | 134      |
| ルーマニア     | 60,013  | 28       |
| イギリス       | 23,513  | 15       |
| 南アフリカ     | 22,343  | 14       |
| カナダ         | 15,220  | 8        |

多国籍かつ世界的なシオニスト運動は、代表民主主義の原則に基づいて構築されている。シオニスト会議は4年ごと (第二次世界大戦前は2年ごと) に開催され、会議の代表は会員によって選出される。会員はシェケルとして知られる会費を支払う必要がある。シオニスト会議では、代表者が30人からなる執行評議会を選出し、執行評議会が運動のリーダーを選出する。この運動は当初から民主的であり、女性には選挙権があった。
1917年まで、世界シオニスト機構 は、持続的な小規模移民と、ユダヤ民族基金 (1901年 – ユダヤ人入植地のために土地を購入した慈善団体）やアングロ・パレスチナ銀行などの団体の設立を通じて、ユダヤ人の民族的故郷を建設する戦略を追求した。1942 年のビルトモア会議ビルトモア会議で初めて、シオニズム運動にはイスラエルの地にユダヤ人国家を設立するという明確な目的が加えられた。
1968年にエルサレムで開かれた第28回シオニスト会議は、今日のシオニズムの目標として以下の「エルサレム綱領」の5項目を採択した。 
- ユダヤ人の団結、並びにユダヤ人の生活におけるイスラエルの中心性
- あらゆる国からのアーリヤーを通じた歴史的祖国エレツ・イスラエルへのユダヤ人の集結
- 正義と平和の預言的なビジョンに基づくイスラエル国の強化
- ユダヤ教およびヘブライ語教育、並びにユダヤ人の精神的および文化的価値観の醸成を通じたユダヤ人のアイデンティティの維持
- あらゆる場所でのユダヤ人の権利の保護

現代イスラエルの建国以来、この運動の役割は低下した。シオニズムに対する異なる認識がイスラエル人とユダヤ人の政治的議論において役割を果たし続けているにもかかわらず、それは現在のイスラエル政治において周辺的な要素となっている。数的には、2020年代前半において、労働シオニズムと修正主義シオニズムが二大潮流であるが、政治的には、修正主義シオニズムの流れを汲むリクードのネタニヤフ政権と結ぶ形で宗教シオニズムの流れを汲む者も多い右派宗教政党の影響力も増している。

### 労働シオニズム

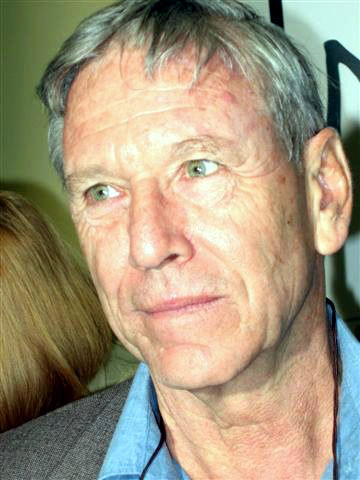
イスラエルの作家アモス・オズ。今日では労働シオニズムの「貴族」と評される

労働シオニズムは東ヨーロッパで生まれた。社会主義シオニストは、反ユダヤ主義社会における何世紀にもわたる抑圧により、ユダヤ人はおとなしく傷つきやすく絶望的な存在に貶められ、それがさらなる反ユダヤ主義を招いていると信じており、この見解はもともとテオドール・ヘルツルによって提唱されたものである。社会主義シオニストたちは、ユダヤ人の魂とユダヤ社会の革命が必要であり、それは部分的にはユダヤ人がイスラエルに移住して、自分たちの国の農民、労働者、兵士になることによって達成可能であると主張した。多くの社会主義シオニストは、ユダヤ人の間の「ディアスポラ気質」を永続させるとして伝統的な宗教的ユダヤ教の遵守を拒み、イスラエルにキブツと呼ばれる農業共同体を設立した。キブツは、ユダヤ民族基金がユダヤ人労働者を雇用し、訓練された監督の下で働く協同農業という形の「国立農場」計画の一形態として始まった。キブツは、共同体主義と平等主義を非常に重視しており、一定程度の空想的社会主義を代表しているという点で、第二次アーリヤーの象徴であった。さらに労働シオニストらは自給自足を重視し、それが労働シオニズムの本質的側面となった。社会主義シオニズムはユダヤ教の基本的価値観と精神性から発想を得て、それらに哲学的な基礎を置いているが、彼らのユダヤ教に対する進歩的表現はしばしば正統派ユダヤ教との対立を助長してきた。
労働者シオニズムは、イギリスによるパレスチナ委任統治時代にイシューブの政治的・経済的生活における支配的勢力となり、1997年の議会選挙でイスラエル労働党が敗北するまでイスラエルの政治体制の支配的なイデオロギーであった。イスラエル労働党は今でもその伝統を引き継いでいるが、現在のキブツで最も人気のある政党はメレツである。労働シオニズムの主要組織はヒスタドルート (労働総同盟；労働組合の総合組織) であり、この組織は1920年のパレスチナ労働者のストライキに対してストライキ破り者を派遣することから始まり、1970年代までイスラエル政府に次ぐイスラエル最大の雇用主であった。

### リベラル・シオニズム

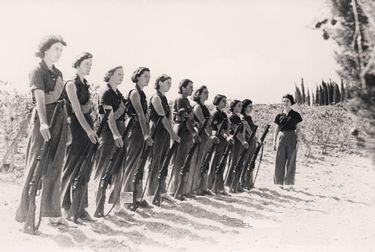
第一次中東戦争中のミシュマル・ハエメクのキブツニキヨト (女性キブツ会員)。キブツは労働シオニズムの歴史的中心地である。

一般シオニズム（またはリベラル・シオニズム）は、1897年の第一回シオニスト会議から第一次世界大戦後まで当初のシオニズム運動内での主要な流れだった。一般シオニストは、ヘルツルやハイム・ヴァイツマンといった多くのシオニスト指導者が志向したリベラルなヨーロッパ中産階級に自分を重ね合わせていた。リベラル・シオニズムは、現代イスラエルのいかなる単一政党とも関連していないものの、自由市場原理、民主主義、人権の遵守を支持するイスラエル政治の強い傾向として残っている。一般シオニズムの政治的影響力が現在のリクードの原型の一つでもある。2000年代に主要な中道政党であったカディマ党はリクードから分裂して現在は存続していないが、リベラル・シオニスト・イデオロギーの基本政策の多くに共感し、特により民主的な社会を形成するためにパレスチナ国家の必要性を主張したり、自由市場を肯定したり、イスラエルのアラブ系市民の平等な権利を求めたりした。 2013年、アリ・シャビットは、当時新設され、世俗の中流階級の利益を代表するイェシュ・アティッド党の成功は、「新しい一般シオニスト」の成功を体現していると示唆した。 
ドロール・ツァイガーマンは、一般シオニストの伝統的な立場、すなわち「社会正義、法と秩序、国家と宗教の問題における多元主義、そして外交政策と安全保障の分野における穏健さと柔軟性に基づくリベラルな立場」は特定の活発な政党内の重要な集団や動向によって今でも好意的に支持されている、と著書で述べている。
哲学者カルロ・ストレンガーは、ヘルツルやアハド・ハアムによる原型的なイデオロギーを根拠とし、「知識国家イスラエル」というストレンガーの構想を支持し、かつ右派や超正統派ネツァ・イスラエル (Netzah Yisrael) のロマン主義的ナショナリズムとは対照的なものとして、現代版リベラル・シオニズムを提唱した。ストレンガーが提唱したしリベラル・シオニズムは、民主主義的価値観と人権への関心、反政府的であると訴追されることなく政府の政策を批判する自由、そして公的生活における過度の宗教的影響の拒否によって特徴付けられる。「リベラル・シオニズムは、ユダヤ人の伝統の最も本質的特徴、すなわち鋭い議論への意欲、ダヴカ (davka) の反骨精神、並びに権威主義への屈服の拒否を称賛している」。リベラル・シオニストは、「ユダヤ人には独自の国民国家が必要であり、その権利があることをユダヤ人の歴史は示している。しかし、その国家は自由民主主義でなければならない、つまり宗教、民族、ジェンダーがそれぞれ独立した法の下に厳格に平等でなければならない」とも考えている。

### 修正主義シオニズム

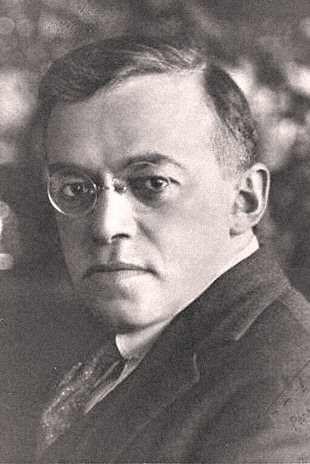
ゼエヴ・ジャボチンスキー, 修正シオニズムの創始者

ゼエヴ・ジャボチンスキーが率いる修正主義シオニストは、ナショナリスト・シオニズムとして知られるものを発展させ、その指導原則は1923年のエッセイ『鉄の壁 (Iron Wall)』で概説されている。1935年、修正主義者たちは、世界シオニスト機構がユダヤ国家の創設がシオニズムの目的であるとの表明を拒否したため、同機構を脱退した。
以下のジャボチンスキーの言説が知られている。
シオニズムは植民地化の冒険であり、したがって武力の問題によって勝敗が決まる。建物を建てることは重要であり、ヘブライ語を話すことも重要あるが、残念なことに、銃を撃てることはさらに重要である。そうでないならば、植民地化を進めるのはもう終わりだ。—ゼエヴ・ジャボチンスキー
ユダヤ人は東洋に起源を持つが、文化的、道徳的、精神的には西洋に属していた。シオニズムはジャボチンスキーによって、ユダヤ人の精神的な故郷の地への帰還としてではなく、東洋における西洋文明の派生または移植として考えられた。この世界観は、シオニズムが永久にヨーロッパの植民地主義と同盟関係を結び、地中海東部のすべてのアラブ人に対抗するという戦略地政学的な構想に変換された。—Avi Shlaim
修正主義者たちは、パレスチナを自分らの絶対的な領土と考え、ユダヤ人の大規模な入植の受入れをアラブ人らに強制するために、パレスチナにユダヤ人の軍隊を創設することを主張した。彼らには、パレスチナ全域ばかりでなく、一部には、ナイル川からユーフラテス川に至るまでの中東全域をユダヤ人の土地と主張する者もいる。
修正主義シオニズムの支持者たちはイスラエルでリクード党を結成し、1977年以来ほとんどの政権を支配している。同党はイスラエルが東エルサレムを含むヨルダン川西岸の支配の維持を主張しており、アラブ・イスラエル紛争では強硬なアプローチを取っている。2005年、リクードは占領地でのパレスチナ国家樹立問題をめぐって分裂した。和平交渉を主張する党員がカディマ党の結成を支援した。

### 宗教シオニズム
宗教的シオニズムは、シオニズムとユダヤ教の戒律とを組み合わせたイデオロギーである。イスラエル建国以前、宗教シオニストは主に戒律を遵守するユダヤ人であり、イスラエルの地にユダヤ人国家を建設するシオニストの試みを支持していた。宗教シオニズムの核となる考え方の一つは、イスラエルの地に亡命者らを集めてイスラエルを建国するのがアチャルタ・デ・ゲウラ（Atchalta De'Geulah；贖罪の始まり)、つまり贖罪 (geula；ゲウラ) の初期段階であるという信仰である。
六日間戦争とヨルダン川西岸 (ユダヤ人の用語でユダヤ・サマリアと呼ばれる地域) の占領の後、宗教シオニズム運動の右派構成員はナショナリストのリベンジを統合し、ネオ・シオニズムとして知られるものに発展した。 宗教シオニストのイデオロギーは、イスラエルの地、イスラエルの人々、イスラエルのトーラーという3つの柱を中心に展開している。

#### キリスト教シオニズム
ユダヤ人やユダヤ教徒によるものではない、特異なものである。旧約聖書の黙示録の解釈に基づいてアメリカのキリスト教福音派のかなりの者から支持されている信仰で、いずれ最終戦争が起こるがユダヤが勝利し、救世主（メシア）が現れ、死んだ者も甦り、信仰を持つ者が救われてユートピアが訪れるとし、そこがパレスチナ・イスラエルであるとする考え。

## 反シオニズム
シオニズムはさまざまな組織や個人によって反対されてきた。シオニズムに歴史的に反対していた中には、崩壊する前の旧ソ連とナチス・ドイツがあった。こんにち、反対派にはパレスチナ民族主義者、いくつかのアラブ連盟やイスラム世界の国々、そして一部のサトマル派ユダヤ人、ナートーレー＝カルターのユダヤ人が含まれる。シオニズムに反対する理由は様々であるが、その理由の中には、外国生まれのユダヤ人の再入植の権利に対する基本的意見の相違、土地の没収は不公平であるという認識、パレスチナ人の追放、パレスチナ人に対する暴力、そして人種差別の疑惑などが含まれている。特にアラブ諸国は歴史的にシオニズムに強く反対してきた。アフリカ53カ国 (2014年現在)が批准している「人及び人民の権利に関するアフリカ憲章」の前文には、植民地主義、新植民地主義、アパルトヘイト、侵略的外国軍事基地、並びにあらゆる形態の差別を含む他の慣行と共にシオニズムを根絶する義務を負うことが記載されている 。

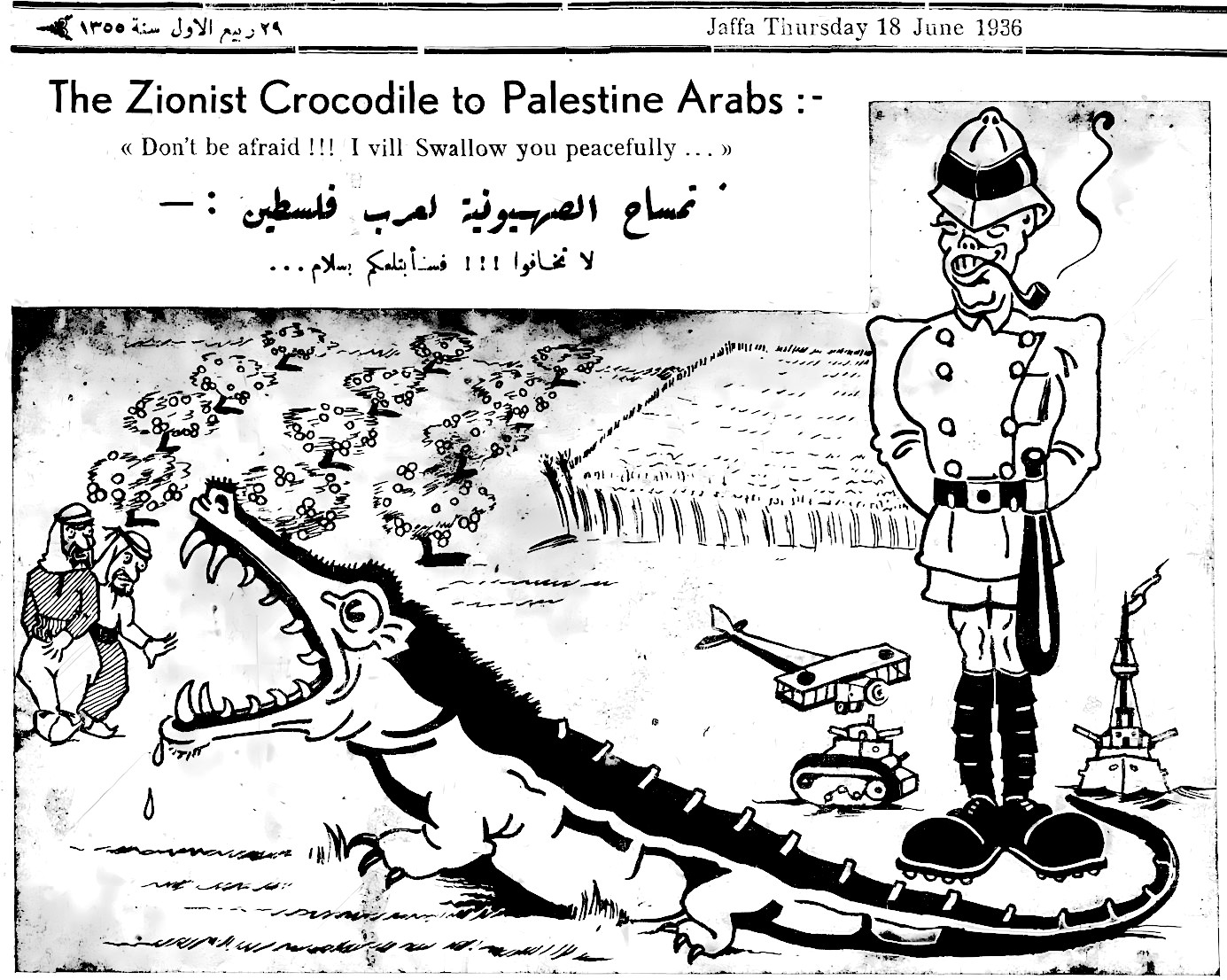
パレスチナのアラブ人キリスト教徒が所有するファラスティン紙が1936年6月18日号に掲載した風刺画では、英国将校の保護下にあるワニに見立てたシオニズムが、パレスチナ系アラブ人に「恐れるな!!!私はあなたたちを平和的に飲み込んでやる...」と告げている。

1945年、米国大統領フランクリン・ルーズベルトはサウジアラビアのイブン・サウード国王と会談した。イブン・サウドは、ユダヤ人に対して罪を犯したのはドイツであり、したがってドイツは罰されるべきであるが、パレスチナのアラブ人はヨーロッパのユダヤ人に何の危害も加えておらず、土地を失って罰せられる謂れはないと指摘した。アメリカに帰国したルーズベルトは、イスラエルは「武力によってのみ樹立し、維持できる」と結論づけた。
シオニズムの運動に全てのユダヤ人・ユダヤ教指導者が賛同したわけではなく、西欧社会で確固とした地位をえているユダヤ人の中には関心を寄せない者もいた。また、伝統的なユダヤ教徒には、メシアによるイスラエルの再建というヤハウェの約束を信じてきた観点から、シオニズムをユダヤ教のメシア信仰に対する裏切りであるとみなし、反対する者が多かった。核心が政治的なもの、あるいは「民族的なもの」なのか、宗教的なものなのか、様々な解釈の違いもある。
厳格なユダヤ教徒である歴史学者のヤコブ・ラプキンは、「寛大な古き良きユダヤ教徒の姿をシオニストは侮辱した」と批判している。また、ラブキンは「シオニズムはユダヤ教の教義に反する」とも批判している。

### カトリック教会とシオニズム
第1回シオニスト会議から間もなく、バチカンが準公式に定期刊行する『チヴィルタ・カットリカ』(イエズス会編集) は、政治的シオニズムに対する聖書神学的判断として、「ナザレのイエスの予言が成就してから1827年が経過し... [エルサレムの破壊の後]、ユダヤ人はあらゆる国々の奴隷として連れ去られ、世界の終わりまで離散 [ディアスポラ、追放者]のままであろう」と判断した。また、ユダヤ人が主権を持ってパレスチナに戻ることは許されるべきではなく、「聖書によると、ユダヤ人は常に他の国々の中で離散して放浪して [放浪者、彷徨える者として]生きなければならない。そうすることで、単にキリストの証しが聖書によるものだけでなく...ユダヤ人の存在そのものによって証明されるであろう」と判断した。
それにもかかわらず、テオドール・ヘルツルは、第6回シオニスト会議 (1903年8月) の後、そして死の半年前の1904年1月下旬、支援を求めてローマを訪れた。1月22日、ヘルツルは教皇国務長官であるラファエル・メリー・デル・ヴァル枢機卿と初めて会談した。ヘルツルの私的な日記によると、枢機卿のイスラエルの歴史の解釈はカトリック教会の解釈と同じであったが、同時にユダヤ人のカトリックへの改宗も求めたという。3日後、ヘルツルは教皇ピウス10世と面会したが、教皇はユダヤ人のイスラエル帰還への支持要請に対し、同じ言葉で「我々はこの運動を支持することはできない。ユダヤ人がエルサレムに行くのを阻止することはできないが、しかし制裁を科すことも決してしない。...ユダヤ人は我らの主を認めていないので、我々はユダヤ人を認めることはできない」と、答えた。1922年、バチカンの同定期刊行物はウィーン特派員による記事で、「反ユダヤ主義はユダヤ人の傲慢に対する絶対に必要かつ自然な反応にほかならない…カトリックの反ユダヤ主義は、道徳の法を決して超えはしないが、キリスト教徒を不倶戴天の敵から受ける虐遇から解放するために必要な手段のすべてを講じる」と掲載した。この当初の姿勢はその後50年間で変化し、1997年のバチカンのシンポジウムで教皇ヨハネ・パウロ2世はキリスト教の反ユダヤ主義の根源を否定し、「ユダヤ人と彼らが[キリストの死で]有罪とされることに関する新約聖書の誤った不当な解釈があまりにも長い間広まり、ユダヤ人に対する敵意の感情を生み出しました。ユダヤ人たちと（キリストの死における）彼らの想定される罪悪感があまりにも長い間広まり、これらの人々に対する敵意の感情が生じた」と述べた。

### 植民地主義者、人種差別主義者としての特徴
ダヴィド・ベン＝グリオンは、「ユダヤ国家の国民の間には、人種、宗教、性別、階級に基づく差別は存在しない」と述べた。 同様に、ウラジミール・ジャボチンスキーは、「少数派が無防備にされることはない…民主主義の目的は、少数派も国家政策の問題に影響力を持つことを保証することである」と明言した。 ハイム・ヘルツォークなどのシオニズム支持者は、この運動には差別はなく、人種差別的な側面は含まれていないと主張している 。

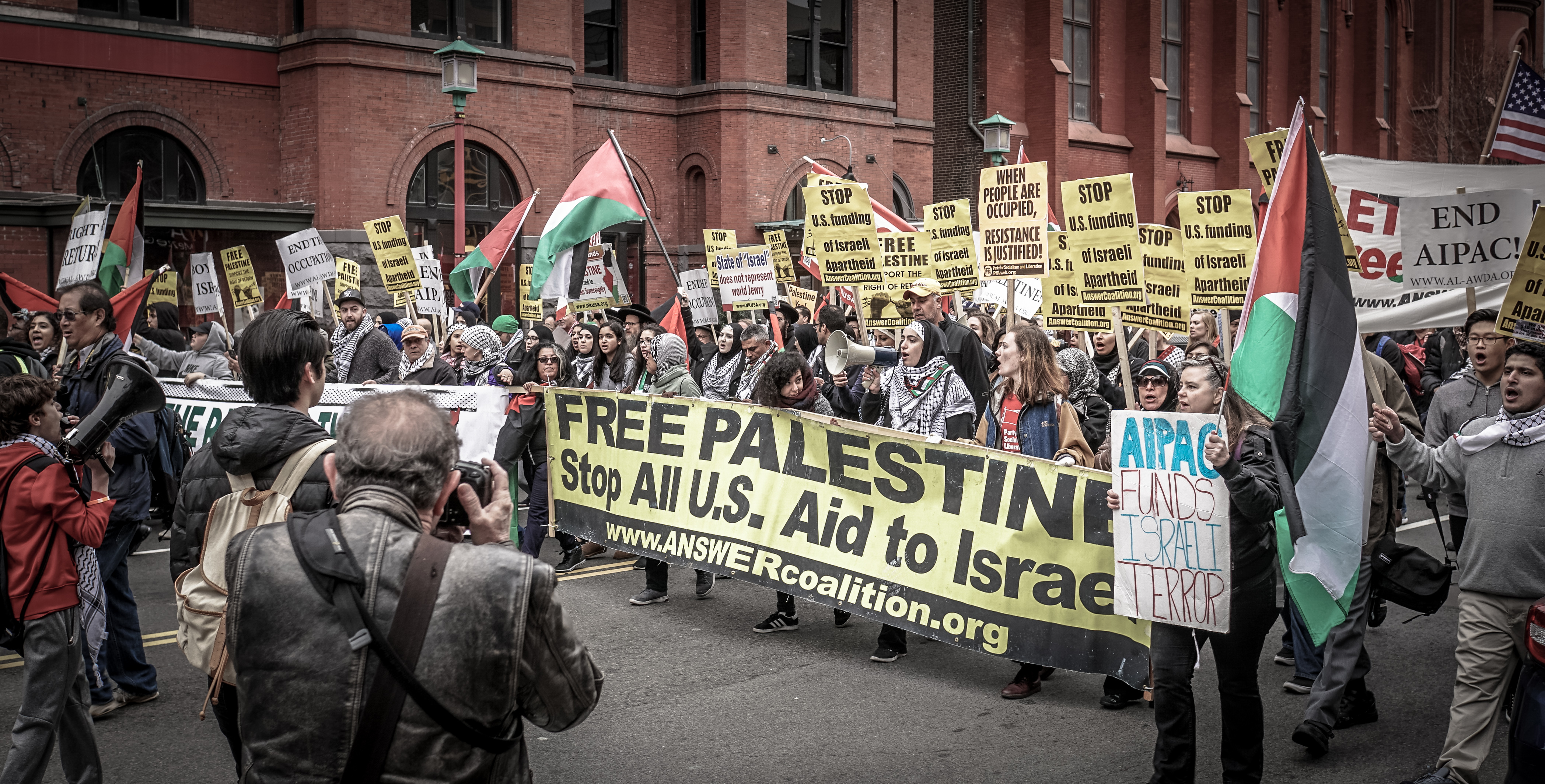
親パレスチナの抗議活動。プラカードには「イスラエル・アパルトヘイト」への米国の資金提供停止の要求が掲げられている。2017年, ワシントンDC

しかし、シオニズムを批判する者の中には、シオニズムを植民地主義または人種差別主義の運動であると考える人もいる。歴史家アヴィ・シュライムによれば、シオニズムは歴史を通じて現在に至るまで常に「先住民族に対する深い敵意と軽蔑の表れに満ちている」という。シュライムは、シオニズム運動の中には常にそのような態度を批判してきた人物がいたと指摘することで、この点のバランスを取っている。その例として、シュライムは、1891年にパレスチナを訪問した後、シオニスト入植者の攻撃的な行動と政治的民族中心主義を批判する一連の記事を発表したアハド・ハーアムを挙げている。ハアムが伝えたこととしては、イシューヴは「アラブ人に対して敵意と残虐な態度で接し、境界線に不当に侵入し、理由もなく恥ずべき暴行を加え、さらにはそれを自慢しており、この卑劣で危険な傾向を阻止しようとする者は誰もいない」、そしてイシューブは 「アラブ人が理解できる唯一の言語は武力のみである」と確信している、と記した。シオニズム批判として、ユダヤ教の「選民」という概念がシオニズムにおける人種差別の根源であるとしてシオニズムを批判する者もいる。一方、グスタボ・ペレドニクグスタヴォ・ペレドニクによれば「選民」とはシオニズムとは無関係の宗教概念である。植民地主義としてのシオニズムのこの特徴付けは、数ある中で特に、ガーション・シャフィール、マイケル・プライアー、イラン・パッペ、バルーク・キマーリングによってなされた。ノーム・チョムスキー、ジョン・P・クィグリー、ヌール・マサラ、シェリル・ルーベンバーグは、シオニズムは不当に土地を没収し、パレスチナ人を追放していると述べ、シオニズムを批判している。アイザック・ドイッチャーはイスラエル人を「中東のプロイセン人」と呼び、イスラエル人は150万人のパレスチナ人から強制収奪した結果、「トツィーグ (totsieg)」、すなわち「墓場への勝利の突入」を達成したと述べた。イスラエルは20世紀に「最後に残った植民地大国」となった。サレー・アブド・アル・ジェワッド、ヌール・マサラ、マイケル・プライアー、イアン・ラスティック、ジョン・ローズは、デイル・ヤシーン虐殺事件、サブラー・シャティーラ虐殺事件、マクペラの洞窟虐殺事件など、シオニズムはパレスチナ人に対する暴力に責任があるとして批判している。
エドワード・サイードとマイケル・プライアーは、ヘルツルの1895年の日記の「我々は貧しい者らを誰にも気づかれずに国境の外へ追放するように企てなければならない。貧困者の収用と排除の過程は慎重に状況を見極めて実行されなければならない」との記述を引用し、パレスチナ人追放という概念はシオニズムの初期の要素であったと主張している。 デレク・ペンスラーは、ヘルツルが収用に関する日記を書いたとき、まだ候補地を南米かパレスチナのどちらかで検討していた可能性があると述べている。ウォルター・ラカーによれば、多くのシオニストが入植を提案したが、それは決してシオニストの公式の政策ではなく、1918年にベン＝グリオンはそれを「断固拒否」している。
1947年から1949年の第一次中東戦争中のアラブ系パレスチナ人の脱出は、民族浄化を伴うものであったと論争を引き起こしている。イスラエルの「新歴史家」とパレスチナの歴史家の間で広がりつつあるコンセンサスによれば、アラブ系パレスチナ人の村の追放して破壊したことがパレスチナ難民問題の発生に大きな役割を果たしたという。エフライム・カルシュのような伝統主義の学者は、アラブ人の大半は自らの意思で去ったか、あるいは同胞アラブ人から去るよう圧力をかけられた（そしてイスラエルが彼らに留まるように説得しようとした）と述べているが、現在、学者の総意はこの主張を却下しており、ベニー・モリスは、アラブによる扇動が難民逃亡の主な原因ではないことに同意し、パレスチナ人逃亡の主な原因はむしろイスラエル国防軍による軍事行動と彼らへの恐怖であり、アラブの扇動を脱出の原因とすることではほんのわずかしか説明できず大きな要因ではないと述べている。
イラン・パッペは、シオニズムは民族浄化をもたらしたと述べた。この見解は、パレスチナ人の脱出を民族浄化ではなく戦争の文脈に置くベニー・モリスのような他の新歴史家とは異なる。ベニー・モリスはリッダとラムルからのパレスチナ人の追放リッダとラムルからのパレスチナ人の追放について尋ねられた時、「歴史の中には民族浄化を正当化する状況がある。この言葉が21世紀の言説において完全に否定的なものであることは承知しているが、民族浄化とジェノサイド (ユダヤ人の絶滅) のどちらかを選択する場合、私は民族浄化を選ぶ」と答えた。
1938年、マハトマ・ガンディーは手紙「ユダヤ人」の中で、パレスチナにおけるユダヤ人の民族的故郷の設立は、アラブ人に対する非暴力によって行われなければならないと述べ、それをヒンズー教国とイスラム教国へのインドの分離に例えて、 ユダヤ人に対して「彼ら (アラブ人) に対して小指ほどの抵抗の手を挙げることなく、撃たれ、死海に投げ込まれてもよいことを申し出る」ように提案した。同氏はユダヤ人の願望に「同情」を表明したが、「ユダヤ人の民族的故郷を求める叫びは、私にとってあまり心に響かない。それに対する承認は、聖書とパレスチナへの帰還の後にユダヤ人が欲してきた固執を根拠としている。なぜユダヤ人は地球上の他の民族と同じように、生まれ、生活を営むその国を故郷としないのか？」と述べ 、そして暴力に対して「ユダヤ人をアラブ人に押し付けるのは間違っており、非人道的だ…誇り高きアラブ人を従わせることでパレスチナを部分的または完全にユダヤ人の民族的故郷として再建することは、確実に人道に対する罪になるだろう…彼らはアラブ人の善意によってのみパレスチナに定住することができる、彼らはアラブ人の心が変わるように努めるべきである」と警告した。ガンディーは後の1946年にアメリカ人ジャーナリスト、ルイス・フィッシャーに対し、「パレスチナに関してはユダヤ人には良い事実がある。もしアラブ人がパレスチナに対して権利を主張するのであれば、ユダヤ人にもそれ以前の権利がある」と語った。 ガンジーは1946年に再び意見を表明し、自分の見解の意味合いとして、「これまで私はユダヤ人とアラブの論争に関して公の場で何か発言することを事実上控えてきた。そうするのには正当な理由がある。それはこの問題に関心がないという意味ではないが、しかし、 それは、私がその目的のための知識を十分に備えているとは考えていないことを意味する」と述べた。ガンディーは「もしユダヤ人が非暴力という比類のない武器を採用したとしたら…彼らの事例は世界的なものになるだろうし、ユダヤ人が世界に与えた多くのものの中で最高で最も輝かしいものになるだろうことに私は疑いの余地がない」と結論づけた。 
1973年12月、国連は南アフリカを非難する一連の決議を可決し、その中には「ポルトガルの植民地主義、アパルトヘイト、およびシオニズムとの間の不浄な同盟」への言及も含まれていた。当時、イスラエルー南アフリカ間にはほとんど協力関係はなかったが、両国は1970年代に緊密な関係を築いた。南アフリカのアパルトヘイト体制の諸側面と、シオニスト思想の人種差別の表れとされるパレスチナ人に対するイスラエルの諸政策との間で、類似点が指摘されている。
1975年、国連総会は「シオニズムは人種差別と人種差別の一形態である」とする決議3379を可決した。決議案によれば、「人種の違いによる優越性に関するいかなる原則も、科学的に誤りであり、道徳的に非難に値し、社会的に不当で、危険である」としている。決議では人種差別政権の例としてパレスチナ、ジンバブエ、南アフリカの占領地域を挙げた。 決議3379はソ連が先駆けて提案したもので、イスラエルが南アフリカのアパルトヘイト体制を支援しているとの非難の渦中で、アラブ諸国とアフリカ諸国の数的支持を得て可決された。決議3379は、イスラエルがこの決議が取り消された場合のみ1991年のマドリッド会議に参加すると宣言したことによって、1991年に国連総会決議46/48によりこの決議は取り消された。
アラブ諸国は、2001年に南アフリカのダーバンで開催された人種差別に関する国連会議においてシオニズムを人種差別と関連付けようとしたが、これに対抗して米国とイスラエルが会議から退席した。会議の最終文書はシオニズムと人種差別を結びつけるものではなかった。一方、会議に関連して開催された人権フォーラムは、まさにシオニズムは人種差別に等しく、「ジェノサイドや民族浄化行為を含む人種差別犯罪」であるとイスラエルを非難した。

### 超正統派ユダヤ主義とシオニズム
超正統派正教会の一部は、シオニズムを世俗的な運動とみなし、教義によりナショナリズムを否定して、シオニズムを拒絶している。エルサレムのハシディズムのグループ、中でも最も有名なサトマール派や、彼らも参加するより大きな運動であるエダ・ハチャレイディス派は、宗教的理由からそのイデオロギーに反対している。その数はエルサレムで数万人、世界中で数十万人である。政治的シオニズムに反対するハシディズム派のうち最も著名な人物の一人は、ハンガリーのレベでタルムード学者であるジョエル・テイテルバウムであった。

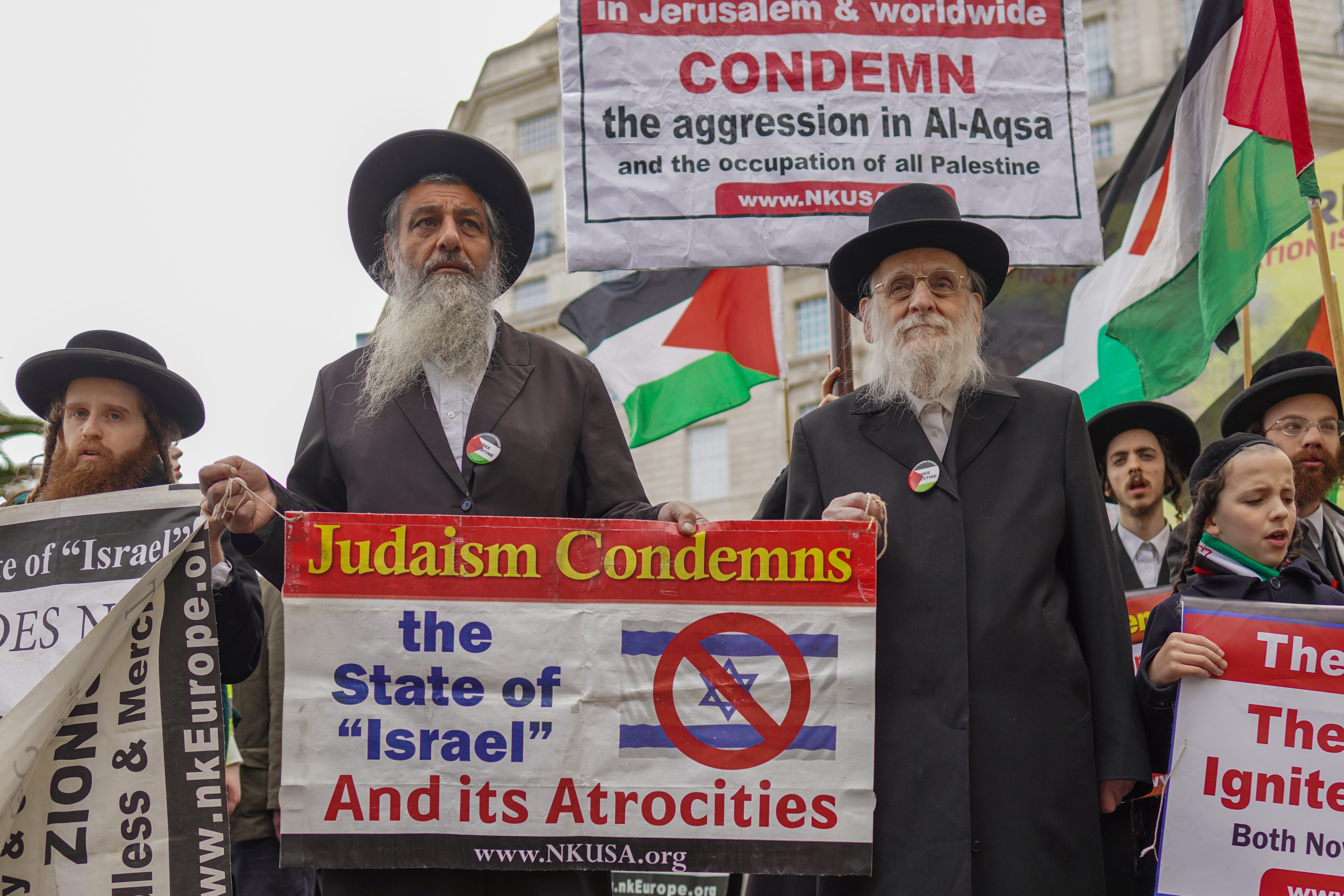
ナートーレー＝カルターのメンバー。パレスチナ国旗と「ユダヤ教はイスラエル国家とその残虐行為を非難する」と書かれたプラカードを掲げている (2022年ロンドン) 。

ナートーレー＝カルターは、主流派ユダヤ人の大半からは「ユダヤ教で最も非主流派」のカルトとみなされている超正統派正教会の一派であるが、この一派はシオニズムを否定している。名誉毀損防止同盟は、実際に反イスラエル活動に参加しているコミュニティのメンバーは (約5,000 人の信者のうち) 100人未満であると推定している。 イスラエルは「人種差別主義政権」であると主張する者や、シオニストをナチスに喩える者や、シオニズムはトーラーの教えに反していると主張する者や、反ユダヤ主義を促進していると非難したりする者もいる。名誉毀損防止同盟によれば、ナートーレー＝カルターのメンバーには、過激派としての発言や、著名な反ユダヤ主義者やイスラム過激派への支援の歴史がある。

### 反シオニズムか、反ユダヤ主義か
反シオニズムの批判者らは、シオニズムへの反対と反ユダヤ主義とを区別するのは難しく、イスラエル批判は反ユダヤ主義とみなされうる見解を表明する口実として利用される可能性があると主張する。反ユダヤ主義と反シオニズムの関係についての議論では、「ある理論では、反シオニズムはベールに包まれた反ユダヤ主義にすぎない」という。これと対比される理論では、「イスラエルの政治に対する批判は、そのような批判を防ぐために、反シオニズムであるとして信頼性を傷つけられ、そして反ユダヤ主義と結び付けられてきた」といわれる。
アラブ世界では、「ユダヤ人」と「シオニスト」という言葉が同じ意味でよく使われる。反ユダヤ主義であるとの非難を避けるため、パレスチナ解放機構は歴史的に「ユダヤ人」という言葉の使用を避け、代わりに「シオニスト」を使用してきたが、PLO当局者が時々失言することもあった。
一部の反ユダヤ主義者は、シオニズムは世界を支配しようとするユダヤ人の陰謀の一部であった、あるいは現在もその一部であると主張している。これらの陰謀論の1つである「シオン賢者の議定書」として知られる偽文書ではユダヤ人の世界征服計画の概要が主張されており、世界的に注目を集めた。1920年のドイツ版では「シオニスト議定書」と改名された。この議定書はナチスによってプロパガンダとして広く使用され、今でもアラブ世界に広く配布されている。議定書はハマースの1988年の旧憲章で言及されている。
ノーム・チョムスキー、ノーマン・フィンケルスタイン、マイケル・マーダー、タリク・アリなどの反シオニスト作家は、反シオニズムを反ユダヤ主義として特徴付けることはイスラエルの政策や行動に対する正当な批判を曖昧にし、正当なイスラエルに対する批判を抑圧する目的で政治的策略として利用されていると主張した。 
- ユダヤ系アメリカ人の言語学者ノーム・チョムスキーは、以下の通り主張した。「反人種差別感情を政治利用する目的で、反ユダヤ主義と反シオニズムを区別する取り組みが長年にわたって行われてきたが、最終的にイスラエル外交官アバ・エバンの『非ユダヤ人との対話の主な課題の一つは、 反ユダヤ主義と反シオニズムの区別が全くの区別ではないことの証明である」とのこの知的・道徳的に評判の悪い立場の典型的な表現による主張に終わった（Eban, Congress Bi-Weekly, 1973年3月30日）。しかし、もはやそれだけでは十分ではない。いまはイスラエルの政策に対する批判が反ユダヤ主義であるか、あるいはユダヤ人自身による「自己嫌悪」であるか、あらゆる事例を識別できるようにする必要がある。」チョムスキー, 1989 "Necessary Illusions"
- 哲学者のマイケル・マーダーは、以下の通り主張した。「シオニズムを解体するということは…シオニズムの被害者への正義を要求することであり、被害者とはシオニズムに苦しんでいるパレスチナ人だけでなく、シオニストの歴史の公式で神聖なものとされた記述から「消去」された反シオニストのユダヤ人らでもある。私たちはシオニズムというイデオロギーを解体することで、そのイデオロギーが抑圧しようと対抗している状況に光を当て、そして、神学的または形而上学的な根拠と、ヨーロッパやその他の地域でのユダヤ人に対する紛れもなく恐ろしい迫害に対する歴史的罪悪感への感情的な訴えとを組み合わせることによって正当化しようとしている暴力に光を当てた。」[294]
- ユダヤ系アメリカ人の政治学者ノーマン・フィンケルスタインは、反シオニズムとしばしばイスラエルの政策に対する単なる批判は、政治的利益のために反ユダヤ主義と混同され、時には新たな反ユダヤ主義と呼ばれることもあると主張した。「イスラエルがインティファーダのような広報上の大失敗や、イスラエルーパレスチナ紛争解決を求める国際的な圧力に直面するたびに、イスラエルとパレスチナの紛争、アメリカのユダヤ人組織が『新たな反ユダヤ主義』と呼ばれるこの派手な行事を組織している。その目的はいくつかある。第一に、その人物が反ユダヤ主義者であると主張することで、あらゆる告発の信用を傷つけることである。それは、ユダヤ人を犠牲者にし、犠牲者がもはやパレスチナ人ではなくなるようにすることである。ADLのエイブラハム・フォックスマンのような人々は、ユダヤ人は新たなホロコーストの脅威にさらされているという。これは立場の逆転であり、今やパレスチナ人ではなくユダヤ人が犠牲者である。したがって、告発を突きつける人々の信用を失墜させる役割を果たしている。もはやイスラエル人が占領地を離れる必要があるのではなく、アラブ人が反ユダヤ主義から自身を解放する必要があるのだ、と。」[295]

## イスラエルーパレスチナ紛争での位置づけ
19世紀後半のシオニスト入植者のパレスチナ到着は、イスラエルとパレスチナの紛争の始まりであると広く考えられている。1938年、ベン＝グリオンはアラブ人との紛争を「本質的には政治的なものである…政治的には我々は侵略者であり、彼ら（アラブ人）は自らを守っているのだ」と述べた。アラブ・イスラエル紛争の権威であり、パレスチナ難民問題の起源に関する第一人者であると広く知られるイスラエルの歴史家ベニー・モリスは、ベン・グリオンの記述を肯定し、「もちろん、ベン・グリオンは正しかった」と述べ、続けて、シオニズムを「植民地化と拡張主義的なイデオロギーと運動」とし、その「イデオロギーと実行は必然的かつ本質的に拡張主義的であった」と説明している。モリスは、パレスチナにユダヤ人国家を樹立するというシオニストの目標は必然的にアラブ人を移住させ、財産を奪うことになると説明している。非ユダヤ人やアラブ人が多数を占める地域にユダヤ人国家を樹立するという実際的な問題は、シオニズム運動の根本的な問題であった。修正主義シオニストのゼエヴ・ジャボチンスキーは、「移転」（アラブ系パレスチナ人の民族浄化を表すシオニストの婉曲表現）の概念は、この課題を解決しうる「残忍な追放」であると述べた。 実際、モリスが説明したように、移転という考えは修正主義シオニズムに特有のものではなく、「アラブ人を外に移転するという考えは…提案されているユダヤ国家の『ユダヤ性』の安定を確保する主な手段とみなされていた。」
モリスによれば、パレスチナの土地を民族的に浄化するという考えは、運動の初期からシオニストのイデオロギーにおいて大きな役割を果たすためであった。モリスは、「移転」は「避けられず、シオニズムに組み込まれている」ものであり、もともとアラブのものであった土地をアラブ人を移住させることなくユダヤ人国家に変えることはできないと説明した。さらに、アラブ人の移住に対する恐怖を考慮すると、ユダヤ国家の安定を確保することはできなかった。これがシオニズム運動とアラブ住民の間の紛争の主な原因となるだろうとモリスは説明している。

## シオニズム指導者とアラブ民族指導者の言葉

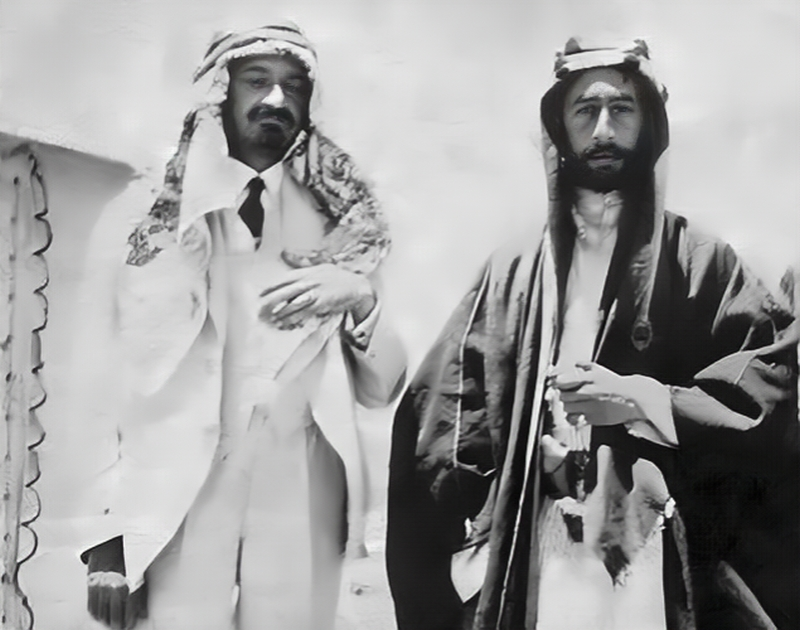
ハイム・ヴァイツマンとファイサル・フサイニー

「私はユダヤ教徒（ユダヤ人）であり、シオニストである。私にとってこの二つは切り離せない一つの拠り所である。またこれが、歴史的なユダヤ教の立場であるとも考えている」—ラビ・エマニュエル・ラックマン
「私達アラブ人、特に教育と知識のある者は、シオニズム運動に対して心から共感を覚え、見守っている。（中略）私達アラブ人は、ユダヤ人帰還者を心から歓迎する。我々は改革され、更に改善された中東社会を求め、共に働くつもりである。二つの運動は相補的、また民族的であり、帝国主義的なものとは無縁である。シリアには二つの民族が共存できる余地がある。実際に、どちらか一方が存在しなければ、これは成功する運動ではない。（中略）私は、私の民族と全く同じように、我々が支持しあうようになろう将来を、楽しみに待っている」—ファイサル1世 (イラク王)からフェリックス・フランクファーターへ　1919年3月3日
「我々は、ユダヤ人が、ロシア・ドイツ・オーストリア・スペイン・アメリカなど外国から、パレスチナの地にたどり着くのを見てきた。深い判断力を持っているものならば、ユダヤ人の権利に目を閉ざすことはできない。我々は、あらゆる違っている点にもかかわらず、この土地が共に愛され、あがめられ、共通の祖国であり、同時に、この土地の本来の子らのものであることを知っている」—ヨルダン国王・フセイン1世

## 人物年譜
- ヤーコプ・バセヴィ Jakob Bassevi（1580 - 1634）
- ザームエル・オッペンハイマー Samuel Oppenheimer（1630 - 1703）
- ザムゾン・ヴェルトハイマー Samson Wertheimer（1658 - 1724）
- レーオポルト・ツンツ Leopold Zunz（1794 - 1886）
- ツヴィ・カリシャー（1795 - 1874）；宗教シオニズム
- イェフダー・アルカライ Yehuda Alcalay（1798 - 1878）
- ルートヴィヒ・フォン・フランクル（1810 - 1894）
- モーゼス・ヘス（1812 - 1875）
- モーリツ・フォン・ヒルシュ Moritz von Hirsch（1831 - 1896）
- エドモン・ド・ロッチルド Edmond James de Rothschild（1845 - 1934）
- マックス・ノルダウ Max Nordau（1849 - 1923）
- アハド・ハアム Achad ha‘Am（1856 - 1927）；精神的シオニズム
- ルイス・ブランダイス Louis Brandeis（1856 - 1941）
- エリエゼル・ベン・イェフダー（1858 - 1922）
- テオドール・ヘルツル Theodor Herzl（1860 - 1904）；政治的シオニズム
- ヘンリエッタ・ソールド Henrietta Szold（1860 - 1945）
- イズレイル・ザングウィル Israel Zangwill（1864 - 1926）
- ナータン・ビルンバウム（1864 - 1937）；政治シオニズムと文化シオニズムの融合
- アブラハム・クック Rabbi Abraham Issac ha-Kohen Kook (1865 - 1935)；パレスチナ初代主席ラビ。宗教・世俗シオニズム
- マックス・ボーデンハイマー Max Bodenheimer（1865 - 1940）
- リヒャルト・ベーア＝ホフマン Richard Beer-Hofmann（1866 - 1945）
- モルデカイ・エーレンプライス Mordecai Ehrenpreis（1869 - 1951）
- スティーヴン・サミュエル・ワイズ（1874 - 1949）
- ユダ・マグネス Judah Magnes（1877 - 1948）
- マルティン・ブーバー（1878 - 1965）；文化シオニズム
- ヨセフ・トルンペルドール Joseph Trumpeldor（1880 - 1920）
- ヴラジミール・ジャボチンスキー Vladimir  Jabotinsky（1880 - 1940）
- デビッド・ナイルズ David Niles（1888 - 1952）；フランクリン・ルーズベルト・ハリー・S・トルーマン両人の政策顧問。
- ヨーゼフ・ロート（1894 - 1939）
- ナフーム・ゴルトマン Nahum Goldmann（1895 - 1982）
- ゲルショム・ショーレム Gershom Scholem（1897 - 1982）
- ピンカス・サピア Pinchas Sapir（1906 - 1975）
- アブラハム・ヨシュア・ヘシェル Abraham Joshua Heschel（1907 - 1972）
- ベンヤミン・ネタニヤフ Benjamin Netanyahu（1949 - ）

## 参考資料
- Arthur, Hertzberg (1997-01-01). The Zionist Idea: A Historical Analysis and Reader. Jewish Pubn Society. ISBN 978-0827606227
- アブラハム・J・ヘシェル『イスラエル　永遠のこだま』石谷尚子訳、ミルトス、1996年1月。ISBN 4-89586-127-9。
- ウリ・ラーナンほか『イスラエル現代史』滝川義人訳、明石書店〈世界歴史叢書〉、2004年3月。ISBN 4-7503-1862-0。
- テオドール・ヘルツル『ユダヤ人国家：ユダヤ人問題の現代的解決の試み』佐藤康彦訳、法政大学出版局〈叢書・ウニベルシタス 330〉、1991年5月。ISBN 4-588-00330-5。 / 新装版、2011年。ISBN　978-4-588-09946-5
- モーリス・フリードマン『評伝マルティン・ブーバー：狭い尾根での出会い』 上・下、黒沼凱夫・ 河合一充訳、ミルトス、2000年12月。ISBN 4-89586-144-9 ISBN 4-89586-145-7。
- メイヤ・レヴィン『イスラエル建国物語』岳真也・武者圭子訳、ミルトス、1989年6月。ISBN 4-89586-106-6。
  - メイヤ・レヴィン『イスラエル建国物語〈第2版〉』岳真也・武者圭子訳、ミルトス、1994年10月。ISBN 4-89586-125-2。
- ダニエル・ゴーディス 著、神藤誉武 訳『イスラエル：民族復活の歴史』ミルトス、2018年4月19日（原著2016年10月18日）。ISBN 978-4-89586-162-5。
- NHK総合テレビ『映像の世紀 バタフライエフェクト』第10回「砂漠の英雄と百年の悲劇」（初回放送2022年6月22日）[1]